# Torneig de Candidats de 2024
El Torneig de Candidats de 2024 va ser un torneig d'escacs disputat entre vuit jugadors, el guanyador del qual es va classificar pel matx pel Campionat del món d'escacs de 2024. Es va celebrar del 3 al 22 d'abril de 2024 al The Great Hall de Toronto, Canadà. L'esdeveniment es va celebrar conjuntament amb el Torneig de Candidates femení. L'esdeveniment va ser guanyat per Gukesh Dommaraju, la qual cosa el va convertir en el guanyador més jove d'un Torneig de Candidats, i el desafiador més jove de la història del Campionat del món d'escacs.
Com en tots els torneigs de candidats des del de 2013, es va jugar a doble round-robin (tots jugant contra cadascun dels altres dos cops).. El guanyador del torneig jugaria un matx contra el campió del món d'escacs regnant, Ding Liren.

## Classificació
Els vuit jugadors classificats eren:
| Mètode de classificació                                           | Jugador                                         | Edat          | Ràting        | Rànquing mundial |
| Mètode de classificació                                           | Jugador                                         | (Febrer 2024) | (Febrer 2024) | (Febrer 2024)    |
| ----------------------------------------------------------------- | ----------------------------------------------- | ------------- | ------------- | ---------------- |
| Segon del Campionat del món de 2023                               | Ian Nepómniasxi                                 | 33            | 2758          | 7                |
| Els tres primers classificats a la Copa del Món de 2023           | Magnus Carlsen (guanyador, retirat)             | 33            | 2830          | 1                |
| Els tres primers classificats a la Copa del Món de 2023           | R Praggnanandhaa (finalista)                    | 18            | 2747          | 13               |
| Els tres primers classificats a la Copa del Món de 2023           | Fabiano Caruana (tercer lloc)                   | 31            | 2804          | 2                |
| Els tres primers classificats a la Copa del Món de 2023           | Nijat Abasov (quart lloc, substitut de Carlsen) | 28            | 2641          | 96               |
| Els dos primers classificats del FIDE Grand Swiss Tournament 2023 | Vidit Gujrathi (guanyador)                      | 29            | 2747          | 14               |
| Els dos primers classificats del FIDE Grand Swiss Tournament 2023 | Hikaru Nakamura (finalista)                     | 36            | 2788          | 3                |
| El guanyador del Circuit de la FIDE de 2023                       | Gukesh D (finalista)                            | 17            | 2743          | 16               |
| Elo més alt de gener de 2024                                      | Alireza Firouzja                                | 20            | 2760          | 6                |

### Retirada de Magnus Carlsen
Tot i que s'havia classificat per al Torneig de Candidats guanyant la Copa del Món FIDE 2023, l'antic campió del món Magnus Carlsen va decidir no competir a Toronto. Abans havia manifestat la seva reticència després d'arribar a les semifinals del Mundial, afirmant que "en el format actual no hi ha absolutament cap possibilitat" de jugar el Torneig de Candidats. Al gener de 2024, després de la confirmació oficial de la llista de candidats, Magnus Carlsen va confirmar formalment la seva decisió de rebutjar la invitació de la FIDE per jugar al Torneig de Candidats afirmant "Diria que el motiu principal és que no m'agrada. És tan senzill com això." Com a resultat, Nijat Abasov, que va acabar quart a la Copa del Món, es va classificar per al Torneig de Candidats 2024 com a substitut de Carlsen.

### Acord de la FIDE i elGrand Chess Tour
L'abril de 2022, abans d'anunciar tots els mètodes de classificació, la FIDE va anunciar que els dos primers classificats del Grand Chess Tour 2023 es classificarien per al Torneig de Candidats 2024. La FIDE va donar més detalls a continuació, però posteriorment va anunciar camins de classificació excloent el Grand Chess Tour, sense donar una explicació del canvi. Tanmateix, els tornejos del Grand Chess Tour van comptar per al camí de classificació del Circuit de la FIDE.

### Classificació per rànquing de la FIDE
Classificava per als Candidats el jugador més ben valorat a la llista d'Elo de gener de 2024 que encara no s'hagués classificat per als candidats o el Campionat del món, i hagués participat en almenys quatre esdeveniments clàssics del Circuit FIDE.
La qualificació va resultar ser molt disputada. Després d'una mala actuació a la Sinquefield Cup 2023, el líder de la classificació, Alireza Firouzja, va perdre gairebé tretze punts d'Elo, cosa que el va situar per darrere de Wesley So a les classificacions directes. En un intent de superar So, el Club d'Escacs de Chartres va organitzar tres matxs de dues partides entre Firouzja i els Grans Mestres Alexandre Dgebuadze (52 anys, 2439 d'Elo), Andrei Shchekachev (51 anys, 2506 d'Elo) i Sergey Fedorchuk (42 anys, 2546 d'Elo). Aquests matxs, celebrats a Chartres, França, es van anomenar col·lectivament "la carrera de candidats d'Alireza Firouzja". Firouzja necessitava guanyar les sis partides (o guanyar les cinc primeres i no jugar la sisena) per superar So a les classificacions directes. De fet, va guanyar les primeres cinc partides després d'alguna controvèrsia (com l'abandonament de Shchekachev a la tercera partida en una posició que va resultar ser igualada), però va decidir jugar la sisena de totes maneres. En una partida que era imprescindible guanyar, Firouzja es va sobreexcedir i va arribar a un final dolent, però amb els dos jugadors amb problemes de temps, Fedorchuk va acceptar l'oferta d'empat de Firouzja. El resultat de 5,5/6 encara va deixar Firouzja darrere de So a la llista d'Elo.
La naturalesa d'última hora dels esdeveniments, així com la selecció manual dels oponents, va provocar crítiques, inclosa la de So, que va revelar que va rebutjar oportunitats similars perquè no estava d'acord amb la moralitat d'aquests esdeveniments. Poc després d'anunciar-se aquests matxs, la FIDE va afirmar que tenia dret a no puntuar algun esdeveniment concret, i la Federació d'Escacs dels Estats Units va demanar a la FIDE que no avalués les partides de Firouzja. La resposta de la FIDE va generar crítiques de molts, inclòs Ian Nepómniasxi, que va assenyalar que Ding Liren també havia jugat matxs d'última hora per classificar-se per al Torneig de Candidats 2022, sense cap reacció de la FIDE.
El 25 de desembre, la FIDE va anunciar noves regles, efectives immediatament, que exigeixen que els matxs amb almenys un jugador amb una puntuació superior a 2700 (o almenys un jugadora femenina amb una puntuació superior a 2500) s'haguessin registrat amb almenys un mes d'antelació; tanmateix, la regla no s'aplicaria retroactivament al torneig "Cursa cap al Candidats" d'Alireza Firouzja. Aquest requisit es podria evitar amb l'aprovació del president de la FIDE o del president del control de qualitat. Aquell mateix dia, els matxs d'Alireza Firouzja (així com un altre matx a Chartres en què Firouzja no va jugar) van ser eliminats de la pàgina web de la FIDE.
Després d'haver fallat per poc, Firouzja es va retirar del campionat mundial de ràpides i blitz per participar al torneig obert de Rouen, que era un torneig menor per sistema suís amb un premi màxim de 700€. Firouzja va guanyar les 7 partides, inclosa una victòria contra un antic competidor del campionat mundial, Gata Kamsky. Això va permetre Firouzja pujar l'Elo suficient per superar So a la llista de classificació de gener de 2024, encara que l'esdeveniment de Chartres no fos puntuat, cosa que va resultar ser el cas. Firouzja va ser confirmat oficialment a la llista de classificació de gener.
| Rànquing | Jugador           | Ràting | Candidats      | Circuit FIDE | Elegible per ràting |
| -------- | ----------------- | ------ | -------------- | ------------ | ------------------- |
| 1        | Magnus Carlsen    | 2830   | Classificat    | 4            | No                  |
| 2        | Fabiano Caruana   | 2804   | Classificat    | 4+           | No                  |
| 3        | Hikaru Nakamura   | 2788   | Classificat    | 4+           | No                  |
| 4        | Ding Liren        | 2780   | Campió del Món | 2            | No                  |
| 5        | Ian Nepómniasxi   | 2769   | Classificat    | 4+           | No                  |
| 6        | Alireza Firouzja  | 2759   | Classificat    | 4+           | Sí                  |
| 7        | Wesley So         | 2757   | -              | 4+           | Sí                  |
| 8        | Leinier Domínguez | 2752   | -              | 4            | Sí                  |
| 9        | Sergey Karjakin   | 2750   | -              | 0            | No                  |
| 10       | Anish Giri        | 2749   | -              | 4+           | Sí                  |

## Organització
El torneig va ser un torneig de vuit jugadors i doble round-robin, és a dir, hi havia 14 rondes amb cada jugador enfrontant-se a cadascun dels altres dues vegades: una amb les peces blanques i una altra amb les peces negres. El guanyador del torneig es classificaria per jugar Ding Liren al Campionat del Món el 2024.
Els jugadors de la mateixa federació havien de jugar entre ells a les primeres rondes de cada part del torneig per dissuadir la connivència. Els jugadors afectats als Candidats 2024 són R Praggnanandhaa, Vidit Gujrathi i Gukesh Dommaraju de l'Índia, i Fabiano Caruana i Hikaru Nakamura dels Estats Units. Els tres primers es van enfrontar a les rondes 1–3 i 8–10, mentre que els dos últims es van enfrontar a les rondes 1 i 8.
La FIDE va anunciar els aparellaments per al torneig el març de 2024.
L'equip d'arbitratge de l'esdeveniment va estar format per l'àrbitre en cap Aris Marghetis (Camadà) i els àrbitres en cap adjunts Carolina Solis Muñoz (Costa Rica) i Andrew Howie (Escòcia). Anna Burtasova va exercir com a cap de premsa.

### Regles
El control del temps va ser de 120 minuts per als primers 40 moviments, després de 30 minuts per a la resta de la partida, més un increment de 30 segons per moviment a partir del moviment 41. Els jugadors obtenien 1 punt per guanyar, ½ punt per empat i 0 punts per una derrota.
Els desempats per al primer lloc s'haurien tractat de la següent manera:
- Si dos jugadors estiguessin empatats, jugarien dues partides d'escacs ràpids a 15 minuts més 10 segons per moviment. Si es produís un empat de tres a sis, es jugaria un únic round-robin. Si set o vuit jugadors estiguessin empatats, es jugaria un round-robin amb un límit de temps de 10 minuts més 5 segons per moviment.
- Si algun jugador estava empatat al primer lloc després de les partides ràpides d'escacs, jugaria dues partides d'escacs blitz a 3 minuts més 2 segons per moviment. En cas que hi hagi més de dos jugadors empatats, es jugaria un únic round-robin.
- Si algun jugador encara estigués empatat al primer després d'aquestes partides d'escacs blitz, els jugadors restants jugarien un torneig de blitz eliminatori. En cada mini-partida del torneig eliminatori proposat, el primer jugador que guanyés una partida guanyaria la el mini-matx.

Els empats per a llocs diferents del primer es decidirien, per ordre: (1) puntuació Sonneborn–Berger; (2) nombre total de victòries; (3) puntuació cara a cara entre jugadors empatats; (4) Sorteig.
El premi en metàl·lic era de 48.000 € per al primer classificat, 36.000 per al segon classificat i 24.000 € per al tercer (amb jugadors amb el mateix nombre de punts compartint el premi, independentment dels desempats), més 3.500 € per mig punt per a cada jugador, per un total de premis de 500.000 €.

### Calendari
| Data                  | Esdeveniment                                |
| --------------------- | ------------------------------------------- |
| Dimecres, 3 d'abril   | Cerimònia d'obertura                        |
| Dijous, 4 d'abril     | Ronda 1                                     |
| Divendres, 5 d'abril  | Ronda 2                                     |
| Dissabte, 6 d'abril   | Ronda 3                                     |
| Diumenge, 7 d'abril   | Ronda 4                                     |
| Dilluns, 8 d'abril    | Dia de descans                              |
| Dimarts, 9 d'abril    | Ronda 5                                     |
| Dimecres, 10 d'abril  | Ronda 6                                     |
| Dijous, 11 d'abril    | Ronda 7                                     |
| Divendres, 12 d'abril | Dia de descans                              |
| Dissabte, 13 d'abril  | Ronda 8                                     |
| Diumenge, 14 d'abril  | Ronda 9                                     |
| Dilluns, 15 d'abril   | Ronda 10                                    |
| Dimarts, 16 d'abril   | Dia de descans                              |
| Dimecres, 17 d'abril  | Ronda 11                                    |
| Dijous, 18 d'abril    | Ronda 12                                    |
| Divendres, 19 d'abril | Dia de descans                              |
| Dissabte, 20 d'abril  | Ronda 13                                    |
| Diumenge, 21 d'abril  | Ronda 14                                    |
| Dilluns, 22 d'abril   | Desempats (Si calgués) Cerimònia de cloenda |

Totes les rondes estaven programades per començar a les 14:30 EDT hora local (18:30 UTC).

## Resultats

### Classificació final
| Pos | Jugador                     | 1 (GD) | 1 (GD) | 2 (HN) | 2 (HN) | 3 (IN) | 3 (IN) | 4 (FC) | 4 (FC) | 5 (RP) | 5 (RP) | 6 (VG) | 6 (VG) | 7 (AF) | 7 (AF) | 8 (NA) | 8 (NA) | Punts    | SB    | Victòries | Classificació |
| --- | --------------------------- | ------ | ------ | ------ | ------ | ------ | ------ | ------ | ------ | ------ | ------ | ------ | ------ | ------ | ------ | ------ | ------ | -------- | ----- | --------- | ------------- |
| 1   | Gukesh D (IND)              |        |        | ½      | ½      | ½      | ½      | ½      | ½      | ½      | 1      | ½      | 1      | 1      | 0      | 1      | 1      | 9 / 14   | 57    | 5         | Guanyador     |
| 2   | Hikaru Nakamura (USA)       | ½      | ½      |        |        | ½      | ½      | 1      | ½      | ½      | 1      | 0      | 0      | 1      | 1      | 1      | ½      | 8.5 / 14 | 56    | 5         |               |
| 3   | FIDE Ian Nepómniasxi (FIDE) | ½      | ½      | ½      | ½      |        |        | ½      | ½      | ½      | ½      | 1      | 1      | 1      | ½      | ½      | ½      | 8.5 / 14 | 56    | 3         |               |
| 4   | Fabiano Caruana (USA)       | ½      | ½      | ½      | 0      | ½      | ½      |        |        | ½      | 1      | 1      | ½      | 1      | ½      | 1      | ½      | 8.5 / 14 | 54    | 4         |               |
| 5   | R Praggnanandhaa (IND)      | 0      | ½      | 0      | ½      | ½      | ½      | 0      | ½      |        |        | ½      | 1      | ½      | ½      | 1      | 1      | 7 / 14   | 42.5  | 3         |               |
| 6   | Vidit Gujrathi (IND)        | 0      | ½      | 1      | 1      | 0      | 0      | ½      | 0      | 0      | ½      |        |        | 1      | ½      | ½      | ½      | 6 / 14   | 40.25 | 3         |               |
| 7   | Alireza Firouzja (FRA)      | 1      | 0      | 0      | 0      | ½      | 0      | ½      | 0      | ½      | ½      | ½      | 0      |        |        | 1      | ½      | 5 / 14   | 32.75 | 2         |               |
| 8   | Nijat Abasov (AZE)          | 0      | 0      | ½      | 0      | ½      | ½      | ½      | 0      | 0      | 0      | ½      | ½      | ½      | 0      |        |        | 3.5 / 14 | 25.5  | 0         |               |

Desempat per al primer lloc: (1) resultats en partides de desempat per al primer lloc;
Desempats per a la resta de llocs:  (1) resultats en partides de desempat per al primer lloc, si n'hi hagués; (2) puntuació Sonneborn–Berger (SB); (3) nombre total de victòries; (4) enfrontaments particulars; (5) sorteig.
Nota: Els números de la taula creuada en un fons blanc indiquen el resultat jugant el respectiu oponent amb les peces blanques (peces negres si són sobre fons negre). Això no dóna informació sobre quina de les dues partides es va jugar a la primera meitat del torneig, i quina en la segona.

### Punts per ronda
Aquesta taula mostra el nombre total de victòries menys el nombre total de derrotes que té cada jugador després de cada ronda. '=' indica que el jugador ha guanyat i ha perdut el mateix nombre de partides després d'aquesta ronda. Els fons verds indiquen el(s) jugador(s) amb la puntuació més alta després de cada ronda. Els fons vermells indiquen jugadors que ja no podrien guanyar el torneig després de cada ronda.
| Lloc | Jugador                | Rondes | Rondes | Rondes | Rondes | Rondes | Rondes | Rondes | Rondes | Rondes | Rondes | Rondes | Rondes | Rondes | Rondes |
| Lloc | Jugador                | 1      | 2      | 3      | 4      | 5      | 6      | 7      | 8      | 9      | 10     | 11     | 12     | 13     | 14     |
| ---- | ---------------------- | ------ | ------ | ------ | ------ | ------ | ------ | ------ | ------ | ------ | ------ | ------ | ------ | ------ | ------ |
| 1    | Gukesh Dommaraju (IND) | =      | +1     | +1     | +1     | +2     | +2     | +1     | +2     | +2     | +2     | +2     | +3     | +4     | +4     |
| 2    | Hikaru Nakamura (USA)  | =      | −1     | −1     | −1     | =      | =      | =      | +1     | =      | +1     | +2     | +3     | +3     | +3     |
| 3    | Ian Nepómniasxi (FIDE) | =      | +1     | +1     | +2     | +2     | +2     | +2     | +2     | +2     | +2     | +3     | +3     | +3     | +3     |
| 4    | Fabiano Caruana (USA)  | =      | +1     | +1     | +1     | +1     | +1     | +1     | =      | =      | +1     | +1     | +2     | +3     | +3     |
| 5    | R Praggnanandhaa (IND) | =      | −1     | =      | =      | =      | +1     | +1     | +1     | +1     | +1     | =      | =      | −1     | =      |
| 6    | Vidit Gujrathi (IND)   | =      | +1     | =      | −1     | −1     | =      | =      | −1     | =      | =      | −1     | −2     | −2     | −2     |
| 7    | Alireza Firouzja (FRA) | =      | −1     | −1     | −1     | −2     | −3     | −2     | −2     | −2     | −3     | −2     | −3     | −4     | −4     |
| 8    | Nijat Abasov (AZE)     | =      | −1     | −1     | −1     | −2     | −3     | −3     | −3     | −3     | −4     | −5     | −6     | −6     | −7     |

### Sumari
Una enquesta abans del torneig entre usuaris de Chessbase va establir Caruana com a principal favorit. Els antics campions del món Viswanathan Anand i Magnus Carlsen es van fer ressò d'aquesta opinió, tot i que també pensaven que Nakamura també s'havia de comptar entre els favorits, amb Nepómniasxi i Firouzja també amb possibilitats.

La primera ronda van ser tot partides taules, encara que amb algunes partides disputades, abans que el torneig esclatés en vida a la ronda 2. Vidit va utilitzar la seva preparació per sorprendre i finalment derrotar Nakamura, mentre que Praggnanandhaa va superar Gukesh, però va sobreestimar la seva posició i va acabar perdent. Caruana va superar Abasov en una dominació posicional, i Nepómniasxi–Firouzja va ser una partida d'anada i tornada que finalment Nepómniasxi va guanyar. A la ronda 3, Abasov i Nakamura van acordar un empat sense incidents, mentre que Gukesh va poder pressionar Nepómniasxi, però no va poder convertir l'avantatge. Praggnanandhaa, d'altra banda, va llançar el molt aventurer Gambit Jaenisch diferit, agafant Vidit per sorpresa. Va aconseguir navegar per la posició complexa i de doble tall resultant millor que Vidit, obtenint l'única victòria de la ronda. La ronda 4 va veure més lluita, però només una partida decidida: Nepómniasxi va derrotar Vidit en un final de la defensa berlinesa, impulsant-lo a ser l'únic líder.
|   | a | b | c | d | e | f | g | h |   |
| 8 | a8 negres torre · e8 negres rei · f8 negres alfil · h8 negres torre · b7 negres alfil · f7 negres peó · g7 negres peó · h7 negres peó · a6 negres peó · b6 negres dama · c6 negres cavall · d6 negres peó · e6 negres peó · f6 negres cavall · b5 negres peó · e4 blanques peó · f4 blanques alfil · g4 blanques peó · a3 blanques peó · b3 blanques cavall · c3 blanques cavall · b2 blanques peó · c2 blanques peó · d2 blanques dama · e2 blanques alfil · f2 blanques peó · h2 blanques peó · c1 blanques rei · d1 blanques torre · h1 blanques torre | a8 negres torre · e8 negres rei · f8 negres alfil · h8 negres torre · b7 negres alfil · f7 negres peó · g7 negres peó · h7 negres peó · a6 negres peó · b6 negres dama · c6 negres cavall · d6 negres peó · e6 negres peó · f6 negres cavall · b5 negres peó · e4 blanques peó · f4 blanques alfil · g4 blanques peó · a3 blanques peó · b3 blanques cavall · c3 blanques cavall · b2 blanques peó · c2 blanques peó · d2 blanques dama · e2 blanques alfil · f2 blanques peó · h2 blanques peó · c1 blanques rei · d1 blanques torre · h1 blanques torre | a8 negres torre · e8 negres rei · f8 negres alfil · h8 negres torre · b7 negres alfil · f7 negres peó · g7 negres peó · h7 negres peó · a6 negres peó · b6 negres dama · c6 negres cavall · d6 negres peó · e6 negres peó · f6 negres cavall · b5 negres peó · e4 blanques peó · f4 blanques alfil · g4 blanques peó · a3 blanques peó · b3 blanques cavall · c3 blanques cavall · b2 blanques peó · c2 blanques peó · d2 blanques dama · e2 blanques alfil · f2 blanques peó · h2 blanques peó · c1 blanques rei · d1 blanques torre · h1 blanques torre | a8 negres torre · e8 negres rei · f8 negres alfil · h8 negres torre · b7 negres alfil · f7 negres peó · g7 negres peó · h7 negres peó · a6 negres peó · b6 negres dama · c6 negres cavall · d6 negres peó · e6 negres peó · f6 negres cavall · b5 negres peó · e4 blanques peó · f4 blanques alfil · g4 blanques peó · a3 blanques peó · b3 blanques cavall · c3 blanques cavall · b2 blanques peó · c2 blanques peó · d2 blanques dama · e2 blanques alfil · f2 blanques peó · h2 blanques peó · c1 blanques rei · d1 blanques torre · h1 blanques torre | a8 negres torre · e8 negres rei · f8 negres alfil · h8 negres torre · b7 negres alfil · f7 negres peó · g7 negres peó · h7 negres peó · a6 negres peó · b6 negres dama · c6 negres cavall · d6 negres peó · e6 negres peó · f6 negres cavall · b5 negres peó · e4 blanques peó · f4 blanques alfil · g4 blanques peó · a3 blanques peó · b3 blanques cavall · c3 blanques cavall · b2 blanques peó · c2 blanques peó · d2 blanques dama · e2 blanques alfil · f2 blanques peó · h2 blanques peó · c1 blanques rei · d1 blanques torre · h1 blanques torre | a8 negres torre · e8 negres rei · f8 negres alfil · h8 negres torre · b7 negres alfil · f7 negres peó · g7 negres peó · h7 negres peó · a6 negres peó · b6 negres dama · c6 negres cavall · d6 negres peó · e6 negres peó · f6 negres cavall · b5 negres peó · e4 blanques peó · f4 blanques alfil · g4 blanques peó · a3 blanques peó · b3 blanques cavall · c3 blanques cavall · b2 blanques peó · c2 blanques peó · d2 blanques dama · e2 blanques alfil · f2 blanques peó · h2 blanques peó · c1 blanques rei · d1 blanques torre · h1 blanques torre | a8 negres torre · e8 negres rei · f8 negres alfil · h8 negres torre · b7 negres alfil · f7 negres peó · g7 negres peó · h7 negres peó · a6 negres peó · b6 negres dama · c6 negres cavall · d6 negres peó · e6 negres peó · f6 negres cavall · b5 negres peó · e4 blanques peó · f4 blanques alfil · g4 blanques peó · a3 blanques peó · b3 blanques cavall · c3 blanques cavall · b2 blanques peó · c2 blanques peó · d2 blanques dama · e2 blanques alfil · f2 blanques peó · h2 blanques peó · c1 blanques rei · d1 blanques torre · h1 blanques torre | a8 negres torre · e8 negres rei · f8 negres alfil · h8 negres torre · b7 negres alfil · f7 negres peó · g7 negres peó · h7 negres peó · a6 negres peó · b6 negres dama · c6 negres cavall · d6 negres peó · e6 negres peó · f6 negres cavall · b5 negres peó · e4 blanques peó · f4 blanques alfil · g4 blanques peó · a3 blanques peó · b3 blanques cavall · c3 blanques cavall · b2 blanques peó · c2 blanques peó · d2 blanques dama · e2 blanques alfil · f2 blanques peó · h2 blanques peó · c1 blanques rei · d1 blanques torre · h1 blanques torre | 8 |
| 7 | a8 negres torre · e8 negres rei · f8 negres alfil · h8 negres torre · b7 negres alfil · f7 negres peó · g7 negres peó · h7 negres peó · a6 negres peó · b6 negres dama · c6 negres cavall · d6 negres peó · e6 negres peó · f6 negres cavall · b5 negres peó · e4 blanques peó · f4 blanques alfil · g4 blanques peó · a3 blanques peó · b3 blanques cavall · c3 blanques cavall · b2 blanques peó · c2 blanques peó · d2 blanques dama · e2 blanques alfil · f2 blanques peó · h2 blanques peó · c1 blanques rei · d1 blanques torre · h1 blanques torre | a8 negres torre · e8 negres rei · f8 negres alfil · h8 negres torre · b7 negres alfil · f7 negres peó · g7 negres peó · h7 negres peó · a6 negres peó · b6 negres dama · c6 negres cavall · d6 negres peó · e6 negres peó · f6 negres cavall · b5 negres peó · e4 blanques peó · f4 blanques alfil · g4 blanques peó · a3 blanques peó · b3 blanques cavall · c3 blanques cavall · b2 blanques peó · c2 blanques peó · d2 blanques dama · e2 blanques alfil · f2 blanques peó · h2 blanques peó · c1 blanques rei · d1 blanques torre · h1 blanques torre | a8 negres torre · e8 negres rei · f8 negres alfil · h8 negres torre · b7 negres alfil · f7 negres peó · g7 negres peó · h7 negres peó · a6 negres peó · b6 negres dama · c6 negres cavall · d6 negres peó · e6 negres peó · f6 negres cavall · b5 negres peó · e4 blanques peó · f4 blanques alfil · g4 blanques peó · a3 blanques peó · b3 blanques cavall · c3 blanques cavall · b2 blanques peó · c2 blanques peó · d2 blanques dama · e2 blanques alfil · f2 blanques peó · h2 blanques peó · c1 blanques rei · d1 blanques torre · h1 blanques torre | a8 negres torre · e8 negres rei · f8 negres alfil · h8 negres torre · b7 negres alfil · f7 negres peó · g7 negres peó · h7 negres peó · a6 negres peó · b6 negres dama · c6 negres cavall · d6 negres peó · e6 negres peó · f6 negres cavall · b5 negres peó · e4 blanques peó · f4 blanques alfil · g4 blanques peó · a3 blanques peó · b3 blanques cavall · c3 blanques cavall · b2 blanques peó · c2 blanques peó · d2 blanques dama · e2 blanques alfil · f2 blanques peó · h2 blanques peó · c1 blanques rei · d1 blanques torre · h1 blanques torre | a8 negres torre · e8 negres rei · f8 negres alfil · h8 negres torre · b7 negres alfil · f7 negres peó · g7 negres peó · h7 negres peó · a6 negres peó · b6 negres dama · c6 negres cavall · d6 negres peó · e6 negres peó · f6 negres cavall · b5 negres peó · e4 blanques peó · f4 blanques alfil · g4 blanques peó · a3 blanques peó · b3 blanques cavall · c3 blanques cavall · b2 blanques peó · c2 blanques peó · d2 blanques dama · e2 blanques alfil · f2 blanques peó · h2 blanques peó · c1 blanques rei · d1 blanques torre · h1 blanques torre | a8 negres torre · e8 negres rei · f8 negres alfil · h8 negres torre · b7 negres alfil · f7 negres peó · g7 negres peó · h7 negres peó · a6 negres peó · b6 negres dama · c6 negres cavall · d6 negres peó · e6 negres peó · f6 negres cavall · b5 negres peó · e4 blanques peó · f4 blanques alfil · g4 blanques peó · a3 blanques peó · b3 blanques cavall · c3 blanques cavall · b2 blanques peó · c2 blanques peó · d2 blanques dama · e2 blanques alfil · f2 blanques peó · h2 blanques peó · c1 blanques rei · d1 blanques torre · h1 blanques torre | a8 negres torre · e8 negres rei · f8 negres alfil · h8 negres torre · b7 negres alfil · f7 negres peó · g7 negres peó · h7 negres peó · a6 negres peó · b6 negres dama · c6 negres cavall · d6 negres peó · e6 negres peó · f6 negres cavall · b5 negres peó · e4 blanques peó · f4 blanques alfil · g4 blanques peó · a3 blanques peó · b3 blanques cavall · c3 blanques cavall · b2 blanques peó · c2 blanques peó · d2 blanques dama · e2 blanques alfil · f2 blanques peó · h2 blanques peó · c1 blanques rei · d1 blanques torre · h1 blanques torre | a8 negres torre · e8 negres rei · f8 negres alfil · h8 negres torre · b7 negres alfil · f7 negres peó · g7 negres peó · h7 negres peó · a6 negres peó · b6 negres dama · c6 negres cavall · d6 negres peó · e6 negres peó · f6 negres cavall · b5 negres peó · e4 blanques peó · f4 blanques alfil · g4 blanques peó · a3 blanques peó · b3 blanques cavall · c3 blanques cavall · b2 blanques peó · c2 blanques peó · d2 blanques dama · e2 blanques alfil · f2 blanques peó · h2 blanques peó · c1 blanques rei · d1 blanques torre · h1 blanques torre | 7 |
| 6 | a8 negres torre · e8 negres rei · f8 negres alfil · h8 negres torre · b7 negres alfil · f7 negres peó · g7 negres peó · h7 negres peó · a6 negres peó · b6 negres dama · c6 negres cavall · d6 negres peó · e6 negres peó · f6 negres cavall · b5 negres peó · e4 blanques peó · f4 blanques alfil · g4 blanques peó · a3 blanques peó · b3 blanques cavall · c3 blanques cavall · b2 blanques peó · c2 blanques peó · d2 blanques dama · e2 blanques alfil · f2 blanques peó · h2 blanques peó · c1 blanques rei · d1 blanques torre · h1 blanques torre | a8 negres torre · e8 negres rei · f8 negres alfil · h8 negres torre · b7 negres alfil · f7 negres peó · g7 negres peó · h7 negres peó · a6 negres peó · b6 negres dama · c6 negres cavall · d6 negres peó · e6 negres peó · f6 negres cavall · b5 negres peó · e4 blanques peó · f4 blanques alfil · g4 blanques peó · a3 blanques peó · b3 blanques cavall · c3 blanques cavall · b2 blanques peó · c2 blanques peó · d2 blanques dama · e2 blanques alfil · f2 blanques peó · h2 blanques peó · c1 blanques rei · d1 blanques torre · h1 blanques torre | a8 negres torre · e8 negres rei · f8 negres alfil · h8 negres torre · b7 negres alfil · f7 negres peó · g7 negres peó · h7 negres peó · a6 negres peó · b6 negres dama · c6 negres cavall · d6 negres peó · e6 negres peó · f6 negres cavall · b5 negres peó · e4 blanques peó · f4 blanques alfil · g4 blanques peó · a3 blanques peó · b3 blanques cavall · c3 blanques cavall · b2 blanques peó · c2 blanques peó · d2 blanques dama · e2 blanques alfil · f2 blanques peó · h2 blanques peó · c1 blanques rei · d1 blanques torre · h1 blanques torre | a8 negres torre · e8 negres rei · f8 negres alfil · h8 negres torre · b7 negres alfil · f7 negres peó · g7 negres peó · h7 negres peó · a6 negres peó · b6 negres dama · c6 negres cavall · d6 negres peó · e6 negres peó · f6 negres cavall · b5 negres peó · e4 blanques peó · f4 blanques alfil · g4 blanques peó · a3 blanques peó · b3 blanques cavall · c3 blanques cavall · b2 blanques peó · c2 blanques peó · d2 blanques dama · e2 blanques alfil · f2 blanques peó · h2 blanques peó · c1 blanques rei · d1 blanques torre · h1 blanques torre | a8 negres torre · e8 negres rei · f8 negres alfil · h8 negres torre · b7 negres alfil · f7 negres peó · g7 negres peó · h7 negres peó · a6 negres peó · b6 negres dama · c6 negres cavall · d6 negres peó · e6 negres peó · f6 negres cavall · b5 negres peó · e4 blanques peó · f4 blanques alfil · g4 blanques peó · a3 blanques peó · b3 blanques cavall · c3 blanques cavall · b2 blanques peó · c2 blanques peó · d2 blanques dama · e2 blanques alfil · f2 blanques peó · h2 blanques peó · c1 blanques rei · d1 blanques torre · h1 blanques torre | a8 negres torre · e8 negres rei · f8 negres alfil · h8 negres torre · b7 negres alfil · f7 negres peó · g7 negres peó · h7 negres peó · a6 negres peó · b6 negres dama · c6 negres cavall · d6 negres peó · e6 negres peó · f6 negres cavall · b5 negres peó · e4 blanques peó · f4 blanques alfil · g4 blanques peó · a3 blanques peó · b3 blanques cavall · c3 blanques cavall · b2 blanques peó · c2 blanques peó · d2 blanques dama · e2 blanques alfil · f2 blanques peó · h2 blanques peó · c1 blanques rei · d1 blanques torre · h1 blanques torre | a8 negres torre · e8 negres rei · f8 negres alfil · h8 negres torre · b7 negres alfil · f7 negres peó · g7 negres peó · h7 negres peó · a6 negres peó · b6 negres dama · c6 negres cavall · d6 negres peó · e6 negres peó · f6 negres cavall · b5 negres peó · e4 blanques peó · f4 blanques alfil · g4 blanques peó · a3 blanques peó · b3 blanques cavall · c3 blanques cavall · b2 blanques peó · c2 blanques peó · d2 blanques dama · e2 blanques alfil · f2 blanques peó · h2 blanques peó · c1 blanques rei · d1 blanques torre · h1 blanques torre | a8 negres torre · e8 negres rei · f8 negres alfil · h8 negres torre · b7 negres alfil · f7 negres peó · g7 negres peó · h7 negres peó · a6 negres peó · b6 negres dama · c6 negres cavall · d6 negres peó · e6 negres peó · f6 negres cavall · b5 negres peó · e4 blanques peó · f4 blanques alfil · g4 blanques peó · a3 blanques peó · b3 blanques cavall · c3 blanques cavall · b2 blanques peó · c2 blanques peó · d2 blanques dama · e2 blanques alfil · f2 blanques peó · h2 blanques peó · c1 blanques rei · d1 blanques torre · h1 blanques torre | 6 |
| 5 | a8 negres torre · e8 negres rei · f8 negres alfil · h8 negres torre · b7 negres alfil · f7 negres peó · g7 negres peó · h7 negres peó · a6 negres peó · b6 negres dama · c6 negres cavall · d6 negres peó · e6 negres peó · f6 negres cavall · b5 negres peó · e4 blanques peó · f4 blanques alfil · g4 blanques peó · a3 blanques peó · b3 blanques cavall · c3 blanques cavall · b2 blanques peó · c2 blanques peó · d2 blanques dama · e2 blanques alfil · f2 blanques peó · h2 blanques peó · c1 blanques rei · d1 blanques torre · h1 blanques torre | a8 negres torre · e8 negres rei · f8 negres alfil · h8 negres torre · b7 negres alfil · f7 negres peó · g7 negres peó · h7 negres peó · a6 negres peó · b6 negres dama · c6 negres cavall · d6 negres peó · e6 negres peó · f6 negres cavall · b5 negres peó · e4 blanques peó · f4 blanques alfil · g4 blanques peó · a3 blanques peó · b3 blanques cavall · c3 blanques cavall · b2 blanques peó · c2 blanques peó · d2 blanques dama · e2 blanques alfil · f2 blanques peó · h2 blanques peó · c1 blanques rei · d1 blanques torre · h1 blanques torre | a8 negres torre · e8 negres rei · f8 negres alfil · h8 negres torre · b7 negres alfil · f7 negres peó · g7 negres peó · h7 negres peó · a6 negres peó · b6 negres dama · c6 negres cavall · d6 negres peó · e6 negres peó · f6 negres cavall · b5 negres peó · e4 blanques peó · f4 blanques alfil · g4 blanques peó · a3 blanques peó · b3 blanques cavall · c3 blanques cavall · b2 blanques peó · c2 blanques peó · d2 blanques dama · e2 blanques alfil · f2 blanques peó · h2 blanques peó · c1 blanques rei · d1 blanques torre · h1 blanques torre | a8 negres torre · e8 negres rei · f8 negres alfil · h8 negres torre · b7 negres alfil · f7 negres peó · g7 negres peó · h7 negres peó · a6 negres peó · b6 negres dama · c6 negres cavall · d6 negres peó · e6 negres peó · f6 negres cavall · b5 negres peó · e4 blanques peó · f4 blanques alfil · g4 blanques peó · a3 blanques peó · b3 blanques cavall · c3 blanques cavall · b2 blanques peó · c2 blanques peó · d2 blanques dama · e2 blanques alfil · f2 blanques peó · h2 blanques peó · c1 blanques rei · d1 blanques torre · h1 blanques torre | a8 negres torre · e8 negres rei · f8 negres alfil · h8 negres torre · b7 negres alfil · f7 negres peó · g7 negres peó · h7 negres peó · a6 negres peó · b6 negres dama · c6 negres cavall · d6 negres peó · e6 negres peó · f6 negres cavall · b5 negres peó · e4 blanques peó · f4 blanques alfil · g4 blanques peó · a3 blanques peó · b3 blanques cavall · c3 blanques cavall · b2 blanques peó · c2 blanques peó · d2 blanques dama · e2 blanques alfil · f2 blanques peó · h2 blanques peó · c1 blanques rei · d1 blanques torre · h1 blanques torre | a8 negres torre · e8 negres rei · f8 negres alfil · h8 negres torre · b7 negres alfil · f7 negres peó · g7 negres peó · h7 negres peó · a6 negres peó · b6 negres dama · c6 negres cavall · d6 negres peó · e6 negres peó · f6 negres cavall · b5 negres peó · e4 blanques peó · f4 blanques alfil · g4 blanques peó · a3 blanques peó · b3 blanques cavall · c3 blanques cavall · b2 blanques peó · c2 blanques peó · d2 blanques dama · e2 blanques alfil · f2 blanques peó · h2 blanques peó · c1 blanques rei · d1 blanques torre · h1 blanques torre | a8 negres torre · e8 negres rei · f8 negres alfil · h8 negres torre · b7 negres alfil · f7 negres peó · g7 negres peó · h7 negres peó · a6 negres peó · b6 negres dama · c6 negres cavall · d6 negres peó · e6 negres peó · f6 negres cavall · b5 negres peó · e4 blanques peó · f4 blanques alfil · g4 blanques peó · a3 blanques peó · b3 blanques cavall · c3 blanques cavall · b2 blanques peó · c2 blanques peó · d2 blanques dama · e2 blanques alfil · f2 blanques peó · h2 blanques peó · c1 blanques rei · d1 blanques torre · h1 blanques torre | a8 negres torre · e8 negres rei · f8 negres alfil · h8 negres torre · b7 negres alfil · f7 negres peó · g7 negres peó · h7 negres peó · a6 negres peó · b6 negres dama · c6 negres cavall · d6 negres peó · e6 negres peó · f6 negres cavall · b5 negres peó · e4 blanques peó · f4 blanques alfil · g4 blanques peó · a3 blanques peó · b3 blanques cavall · c3 blanques cavall · b2 blanques peó · c2 blanques peó · d2 blanques dama · e2 blanques alfil · f2 blanques peó · h2 blanques peó · c1 blanques rei · d1 blanques torre · h1 blanques torre | 5 |
| 4 | a8 negres torre · e8 negres rei · f8 negres alfil · h8 negres torre · b7 negres alfil · f7 negres peó · g7 negres peó · h7 negres peó · a6 negres peó · b6 negres dama · c6 negres cavall · d6 negres peó · e6 negres peó · f6 negres cavall · b5 negres peó · e4 blanques peó · f4 blanques alfil · g4 blanques peó · a3 blanques peó · b3 blanques cavall · c3 blanques cavall · b2 blanques peó · c2 blanques peó · d2 blanques dama · e2 blanques alfil · f2 blanques peó · h2 blanques peó · c1 blanques rei · d1 blanques torre · h1 blanques torre | a8 negres torre · e8 negres rei · f8 negres alfil · h8 negres torre · b7 negres alfil · f7 negres peó · g7 negres peó · h7 negres peó · a6 negres peó · b6 negres dama · c6 negres cavall · d6 negres peó · e6 negres peó · f6 negres cavall · b5 negres peó · e4 blanques peó · f4 blanques alfil · g4 blanques peó · a3 blanques peó · b3 blanques cavall · c3 blanques cavall · b2 blanques peó · c2 blanques peó · d2 blanques dama · e2 blanques alfil · f2 blanques peó · h2 blanques peó · c1 blanques rei · d1 blanques torre · h1 blanques torre | a8 negres torre · e8 negres rei · f8 negres alfil · h8 negres torre · b7 negres alfil · f7 negres peó · g7 negres peó · h7 negres peó · a6 negres peó · b6 negres dama · c6 negres cavall · d6 negres peó · e6 negres peó · f6 negres cavall · b5 negres peó · e4 blanques peó · f4 blanques alfil · g4 blanques peó · a3 blanques peó · b3 blanques cavall · c3 blanques cavall · b2 blanques peó · c2 blanques peó · d2 blanques dama · e2 blanques alfil · f2 blanques peó · h2 blanques peó · c1 blanques rei · d1 blanques torre · h1 blanques torre | a8 negres torre · e8 negres rei · f8 negres alfil · h8 negres torre · b7 negres alfil · f7 negres peó · g7 negres peó · h7 negres peó · a6 negres peó · b6 negres dama · c6 negres cavall · d6 negres peó · e6 negres peó · f6 negres cavall · b5 negres peó · e4 blanques peó · f4 blanques alfil · g4 blanques peó · a3 blanques peó · b3 blanques cavall · c3 blanques cavall · b2 blanques peó · c2 blanques peó · d2 blanques dama · e2 blanques alfil · f2 blanques peó · h2 blanques peó · c1 blanques rei · d1 blanques torre · h1 blanques torre | a8 negres torre · e8 negres rei · f8 negres alfil · h8 negres torre · b7 negres alfil · f7 negres peó · g7 negres peó · h7 negres peó · a6 negres peó · b6 negres dama · c6 negres cavall · d6 negres peó · e6 negres peó · f6 negres cavall · b5 negres peó · e4 blanques peó · f4 blanques alfil · g4 blanques peó · a3 blanques peó · b3 blanques cavall · c3 blanques cavall · b2 blanques peó · c2 blanques peó · d2 blanques dama · e2 blanques alfil · f2 blanques peó · h2 blanques peó · c1 blanques rei · d1 blanques torre · h1 blanques torre | a8 negres torre · e8 negres rei · f8 negres alfil · h8 negres torre · b7 negres alfil · f7 negres peó · g7 negres peó · h7 negres peó · a6 negres peó · b6 negres dama · c6 negres cavall · d6 negres peó · e6 negres peó · f6 negres cavall · b5 negres peó · e4 blanques peó · f4 blanques alfil · g4 blanques peó · a3 blanques peó · b3 blanques cavall · c3 blanques cavall · b2 blanques peó · c2 blanques peó · d2 blanques dama · e2 blanques alfil · f2 blanques peó · h2 blanques peó · c1 blanques rei · d1 blanques torre · h1 blanques torre | a8 negres torre · e8 negres rei · f8 negres alfil · h8 negres torre · b7 negres alfil · f7 negres peó · g7 negres peó · h7 negres peó · a6 negres peó · b6 negres dama · c6 negres cavall · d6 negres peó · e6 negres peó · f6 negres cavall · b5 negres peó · e4 blanques peó · f4 blanques alfil · g4 blanques peó · a3 blanques peó · b3 blanques cavall · c3 blanques cavall · b2 blanques peó · c2 blanques peó · d2 blanques dama · e2 blanques alfil · f2 blanques peó · h2 blanques peó · c1 blanques rei · d1 blanques torre · h1 blanques torre | a8 negres torre · e8 negres rei · f8 negres alfil · h8 negres torre · b7 negres alfil · f7 negres peó · g7 negres peó · h7 negres peó · a6 negres peó · b6 negres dama · c6 negres cavall · d6 negres peó · e6 negres peó · f6 negres cavall · b5 negres peó · e4 blanques peó · f4 blanques alfil · g4 blanques peó · a3 blanques peó · b3 blanques cavall · c3 blanques cavall · b2 blanques peó · c2 blanques peó · d2 blanques dama · e2 blanques alfil · f2 blanques peó · h2 blanques peó · c1 blanques rei · d1 blanques torre · h1 blanques torre | 4 |
| 3 | a8 negres torre · e8 negres rei · f8 negres alfil · h8 negres torre · b7 negres alfil · f7 negres peó · g7 negres peó · h7 negres peó · a6 negres peó · b6 negres dama · c6 negres cavall · d6 negres peó · e6 negres peó · f6 negres cavall · b5 negres peó · e4 blanques peó · f4 blanques alfil · g4 blanques peó · a3 blanques peó · b3 blanques cavall · c3 blanques cavall · b2 blanques peó · c2 blanques peó · d2 blanques dama · e2 blanques alfil · f2 blanques peó · h2 blanques peó · c1 blanques rei · d1 blanques torre · h1 blanques torre | a8 negres torre · e8 negres rei · f8 negres alfil · h8 negres torre · b7 negres alfil · f7 negres peó · g7 negres peó · h7 negres peó · a6 negres peó · b6 negres dama · c6 negres cavall · d6 negres peó · e6 negres peó · f6 negres cavall · b5 negres peó · e4 blanques peó · f4 blanques alfil · g4 blanques peó · a3 blanques peó · b3 blanques cavall · c3 blanques cavall · b2 blanques peó · c2 blanques peó · d2 blanques dama · e2 blanques alfil · f2 blanques peó · h2 blanques peó · c1 blanques rei · d1 blanques torre · h1 blanques torre | a8 negres torre · e8 negres rei · f8 negres alfil · h8 negres torre · b7 negres alfil · f7 negres peó · g7 negres peó · h7 negres peó · a6 negres peó · b6 negres dama · c6 negres cavall · d6 negres peó · e6 negres peó · f6 negres cavall · b5 negres peó · e4 blanques peó · f4 blanques alfil · g4 blanques peó · a3 blanques peó · b3 blanques cavall · c3 blanques cavall · b2 blanques peó · c2 blanques peó · d2 blanques dama · e2 blanques alfil · f2 blanques peó · h2 blanques peó · c1 blanques rei · d1 blanques torre · h1 blanques torre | a8 negres torre · e8 negres rei · f8 negres alfil · h8 negres torre · b7 negres alfil · f7 negres peó · g7 negres peó · h7 negres peó · a6 negres peó · b6 negres dama · c6 negres cavall · d6 negres peó · e6 negres peó · f6 negres cavall · b5 negres peó · e4 blanques peó · f4 blanques alfil · g4 blanques peó · a3 blanques peó · b3 blanques cavall · c3 blanques cavall · b2 blanques peó · c2 blanques peó · d2 blanques dama · e2 blanques alfil · f2 blanques peó · h2 blanques peó · c1 blanques rei · d1 blanques torre · h1 blanques torre | a8 negres torre · e8 negres rei · f8 negres alfil · h8 negres torre · b7 negres alfil · f7 negres peó · g7 negres peó · h7 negres peó · a6 negres peó · b6 negres dama · c6 negres cavall · d6 negres peó · e6 negres peó · f6 negres cavall · b5 negres peó · e4 blanques peó · f4 blanques alfil · g4 blanques peó · a3 blanques peó · b3 blanques cavall · c3 blanques cavall · b2 blanques peó · c2 blanques peó · d2 blanques dama · e2 blanques alfil · f2 blanques peó · h2 blanques peó · c1 blanques rei · d1 blanques torre · h1 blanques torre | a8 negres torre · e8 negres rei · f8 negres alfil · h8 negres torre · b7 negres alfil · f7 negres peó · g7 negres peó · h7 negres peó · a6 negres peó · b6 negres dama · c6 negres cavall · d6 negres peó · e6 negres peó · f6 negres cavall · b5 negres peó · e4 blanques peó · f4 blanques alfil · g4 blanques peó · a3 blanques peó · b3 blanques cavall · c3 blanques cavall · b2 blanques peó · c2 blanques peó · d2 blanques dama · e2 blanques alfil · f2 blanques peó · h2 blanques peó · c1 blanques rei · d1 blanques torre · h1 blanques torre | a8 negres torre · e8 negres rei · f8 negres alfil · h8 negres torre · b7 negres alfil · f7 negres peó · g7 negres peó · h7 negres peó · a6 negres peó · b6 negres dama · c6 negres cavall · d6 negres peó · e6 negres peó · f6 negres cavall · b5 negres peó · e4 blanques peó · f4 blanques alfil · g4 blanques peó · a3 blanques peó · b3 blanques cavall · c3 blanques cavall · b2 blanques peó · c2 blanques peó · d2 blanques dama · e2 blanques alfil · f2 blanques peó · h2 blanques peó · c1 blanques rei · d1 blanques torre · h1 blanques torre | a8 negres torre · e8 negres rei · f8 negres alfil · h8 negres torre · b7 negres alfil · f7 negres peó · g7 negres peó · h7 negres peó · a6 negres peó · b6 negres dama · c6 negres cavall · d6 negres peó · e6 negres peó · f6 negres cavall · b5 negres peó · e4 blanques peó · f4 blanques alfil · g4 blanques peó · a3 blanques peó · b3 blanques cavall · c3 blanques cavall · b2 blanques peó · c2 blanques peó · d2 blanques dama · e2 blanques alfil · f2 blanques peó · h2 blanques peó · c1 blanques rei · d1 blanques torre · h1 blanques torre | 3 |
| 2 | a8 negres torre · e8 negres rei · f8 negres alfil · h8 negres torre · b7 negres alfil · f7 negres peó · g7 negres peó · h7 negres peó · a6 negres peó · b6 negres dama · c6 negres cavall · d6 negres peó · e6 negres peó · f6 negres cavall · b5 negres peó · e4 blanques peó · f4 blanques alfil · g4 blanques peó · a3 blanques peó · b3 blanques cavall · c3 blanques cavall · b2 blanques peó · c2 blanques peó · d2 blanques dama · e2 blanques alfil · f2 blanques peó · h2 blanques peó · c1 blanques rei · d1 blanques torre · h1 blanques torre | a8 negres torre · e8 negres rei · f8 negres alfil · h8 negres torre · b7 negres alfil · f7 negres peó · g7 negres peó · h7 negres peó · a6 negres peó · b6 negres dama · c6 negres cavall · d6 negres peó · e6 negres peó · f6 negres cavall · b5 negres peó · e4 blanques peó · f4 blanques alfil · g4 blanques peó · a3 blanques peó · b3 blanques cavall · c3 blanques cavall · b2 blanques peó · c2 blanques peó · d2 blanques dama · e2 blanques alfil · f2 blanques peó · h2 blanques peó · c1 blanques rei · d1 blanques torre · h1 blanques torre | a8 negres torre · e8 negres rei · f8 negres alfil · h8 negres torre · b7 negres alfil · f7 negres peó · g7 negres peó · h7 negres peó · a6 negres peó · b6 negres dama · c6 negres cavall · d6 negres peó · e6 negres peó · f6 negres cavall · b5 negres peó · e4 blanques peó · f4 blanques alfil · g4 blanques peó · a3 blanques peó · b3 blanques cavall · c3 blanques cavall · b2 blanques peó · c2 blanques peó · d2 blanques dama · e2 blanques alfil · f2 blanques peó · h2 blanques peó · c1 blanques rei · d1 blanques torre · h1 blanques torre | a8 negres torre · e8 negres rei · f8 negres alfil · h8 negres torre · b7 negres alfil · f7 negres peó · g7 negres peó · h7 negres peó · a6 negres peó · b6 negres dama · c6 negres cavall · d6 negres peó · e6 negres peó · f6 negres cavall · b5 negres peó · e4 blanques peó · f4 blanques alfil · g4 blanques peó · a3 blanques peó · b3 blanques cavall · c3 blanques cavall · b2 blanques peó · c2 blanques peó · d2 blanques dama · e2 blanques alfil · f2 blanques peó · h2 blanques peó · c1 blanques rei · d1 blanques torre · h1 blanques torre | a8 negres torre · e8 negres rei · f8 negres alfil · h8 negres torre · b7 negres alfil · f7 negres peó · g7 negres peó · h7 negres peó · a6 negres peó · b6 negres dama · c6 negres cavall · d6 negres peó · e6 negres peó · f6 negres cavall · b5 negres peó · e4 blanques peó · f4 blanques alfil · g4 blanques peó · a3 blanques peó · b3 blanques cavall · c3 blanques cavall · b2 blanques peó · c2 blanques peó · d2 blanques dama · e2 blanques alfil · f2 blanques peó · h2 blanques peó · c1 blanques rei · d1 blanques torre · h1 blanques torre | a8 negres torre · e8 negres rei · f8 negres alfil · h8 negres torre · b7 negres alfil · f7 negres peó · g7 negres peó · h7 negres peó · a6 negres peó · b6 negres dama · c6 negres cavall · d6 negres peó · e6 negres peó · f6 negres cavall · b5 negres peó · e4 blanques peó · f4 blanques alfil · g4 blanques peó · a3 blanques peó · b3 blanques cavall · c3 blanques cavall · b2 blanques peó · c2 blanques peó · d2 blanques dama · e2 blanques alfil · f2 blanques peó · h2 blanques peó · c1 blanques rei · d1 blanques torre · h1 blanques torre | a8 negres torre · e8 negres rei · f8 negres alfil · h8 negres torre · b7 negres alfil · f7 negres peó · g7 negres peó · h7 negres peó · a6 negres peó · b6 negres dama · c6 negres cavall · d6 negres peó · e6 negres peó · f6 negres cavall · b5 negres peó · e4 blanques peó · f4 blanques alfil · g4 blanques peó · a3 blanques peó · b3 blanques cavall · c3 blanques cavall · b2 blanques peó · c2 blanques peó · d2 blanques dama · e2 blanques alfil · f2 blanques peó · h2 blanques peó · c1 blanques rei · d1 blanques torre · h1 blanques torre | a8 negres torre · e8 negres rei · f8 negres alfil · h8 negres torre · b7 negres alfil · f7 negres peó · g7 negres peó · h7 negres peó · a6 negres peó · b6 negres dama · c6 negres cavall · d6 negres peó · e6 negres peó · f6 negres cavall · b5 negres peó · e4 blanques peó · f4 blanques alfil · g4 blanques peó · a3 blanques peó · b3 blanques cavall · c3 blanques cavall · b2 blanques peó · c2 blanques peó · d2 blanques dama · e2 blanques alfil · f2 blanques peó · h2 blanques peó · c1 blanques rei · d1 blanques torre · h1 blanques torre | 2 |
| 1 | a8 negres torre · e8 negres rei · f8 negres alfil · h8 negres torre · b7 negres alfil · f7 negres peó · g7 negres peó · h7 negres peó · a6 negres peó · b6 negres dama · c6 negres cavall · d6 negres peó · e6 negres peó · f6 negres cavall · b5 negres peó · e4 blanques peó · f4 blanques alfil · g4 blanques peó · a3 blanques peó · b3 blanques cavall · c3 blanques cavall · b2 blanques peó · c2 blanques peó · d2 blanques dama · e2 blanques alfil · f2 blanques peó · h2 blanques peó · c1 blanques rei · d1 blanques torre · h1 blanques torre | a8 negres torre · e8 negres rei · f8 negres alfil · h8 negres torre · b7 negres alfil · f7 negres peó · g7 negres peó · h7 negres peó · a6 negres peó · b6 negres dama · c6 negres cavall · d6 negres peó · e6 negres peó · f6 negres cavall · b5 negres peó · e4 blanques peó · f4 blanques alfil · g4 blanques peó · a3 blanques peó · b3 blanques cavall · c3 blanques cavall · b2 blanques peó · c2 blanques peó · d2 blanques dama · e2 blanques alfil · f2 blanques peó · h2 blanques peó · c1 blanques rei · d1 blanques torre · h1 blanques torre | a8 negres torre · e8 negres rei · f8 negres alfil · h8 negres torre · b7 negres alfil · f7 negres peó · g7 negres peó · h7 negres peó · a6 negres peó · b6 negres dama · c6 negres cavall · d6 negres peó · e6 negres peó · f6 negres cavall · b5 negres peó · e4 blanques peó · f4 blanques alfil · g4 blanques peó · a3 blanques peó · b3 blanques cavall · c3 blanques cavall · b2 blanques peó · c2 blanques peó · d2 blanques dama · e2 blanques alfil · f2 blanques peó · h2 blanques peó · c1 blanques rei · d1 blanques torre · h1 blanques torre | a8 negres torre · e8 negres rei · f8 negres alfil · h8 negres torre · b7 negres alfil · f7 negres peó · g7 negres peó · h7 negres peó · a6 negres peó · b6 negres dama · c6 negres cavall · d6 negres peó · e6 negres peó · f6 negres cavall · b5 negres peó · e4 blanques peó · f4 blanques alfil · g4 blanques peó · a3 blanques peó · b3 blanques cavall · c3 blanques cavall · b2 blanques peó · c2 blanques peó · d2 blanques dama · e2 blanques alfil · f2 blanques peó · h2 blanques peó · c1 blanques rei · d1 blanques torre · h1 blanques torre | a8 negres torre · e8 negres rei · f8 negres alfil · h8 negres torre · b7 negres alfil · f7 negres peó · g7 negres peó · h7 negres peó · a6 negres peó · b6 negres dama · c6 negres cavall · d6 negres peó · e6 negres peó · f6 negres cavall · b5 negres peó · e4 blanques peó · f4 blanques alfil · g4 blanques peó · a3 blanques peó · b3 blanques cavall · c3 blanques cavall · b2 blanques peó · c2 blanques peó · d2 blanques dama · e2 blanques alfil · f2 blanques peó · h2 blanques peó · c1 blanques rei · d1 blanques torre · h1 blanques torre | a8 negres torre · e8 negres rei · f8 negres alfil · h8 negres torre · b7 negres alfil · f7 negres peó · g7 negres peó · h7 negres peó · a6 negres peó · b6 negres dama · c6 negres cavall · d6 negres peó · e6 negres peó · f6 negres cavall · b5 negres peó · e4 blanques peó · f4 blanques alfil · g4 blanques peó · a3 blanques peó · b3 blanques cavall · c3 blanques cavall · b2 blanques peó · c2 blanques peó · d2 blanques dama · e2 blanques alfil · f2 blanques peó · h2 blanques peó · c1 blanques rei · d1 blanques torre · h1 blanques torre | a8 negres torre · e8 negres rei · f8 negres alfil · h8 negres torre · b7 negres alfil · f7 negres peó · g7 negres peó · h7 negres peó · a6 negres peó · b6 negres dama · c6 negres cavall · d6 negres peó · e6 negres peó · f6 negres cavall · b5 negres peó · e4 blanques peó · f4 blanques alfil · g4 blanques peó · a3 blanques peó · b3 blanques cavall · c3 blanques cavall · b2 blanques peó · c2 blanques peó · d2 blanques dama · e2 blanques alfil · f2 blanques peó · h2 blanques peó · c1 blanques rei · d1 blanques torre · h1 blanques torre | a8 negres torre · e8 negres rei · f8 negres alfil · h8 negres torre · b7 negres alfil · f7 negres peó · g7 negres peó · h7 negres peó · a6 negres peó · b6 negres dama · c6 negres cavall · d6 negres peó · e6 negres peó · f6 negres cavall · b5 negres peó · e4 blanques peó · f4 blanques alfil · g4 blanques peó · a3 blanques peó · b3 blanques cavall · c3 blanques cavall · b2 blanques peó · c2 blanques peó · d2 blanques dama · e2 blanques alfil · f2 blanques peó · h2 blanques peó · c1 blanques rei · d1 blanques torre · h1 blanques torre | 1 |
|   | a | b | c | d | e | f | g | h |   |

A la ronda 5, Praggnanandhaa i Vidit van aconseguir posicions fortes contra Nepómniasxi i Caruana respectivament, per estar molt a prop de guanyar, però tant Nepómniasxi com Caruana van aconseguir sobreviure. Mentrestant, tant Abasov com Firouzja van cometre errors crucials al final de la partida i van perdre. Els resultats van significar que Gukesh es va unir a Nepómniasxi al capdavant. Tant Abasov com Firouzja van tornar a perdre a la sisena ronda, tot i que de maneres diferents. Praggnanandhaa va superar Abasov després d'un mig joc tens, mentre que Firouzja va jugar 13... Dxf2? (diagrama) per aterrar ràpidament en una posició perdedora. El GM Daniel King va suggerir després que Firouzja podria estar "en tilt". A la ronda 7, Firouzja va tornar a aterrar en una posició difícil, però aquesta vegada va trobar els moviments adequats per plantejar problemes, i Gukesh va cometre un error sota la pressió del temps per donar la victòria a Firouzja. Les altres partides van acabar empatades, la qual cosa significava que Nepómniasxi va acabar la primera part del torneig com a líder únic.
La segona meitat del torneig va començar amb una gran sacsejada a la classificació. El finalista Abasov va empatar amb les negres contra Nepómniasxi, mentre que Gukesh es va recuperar de la seva derrota a la 7a ronda en derrotar Vidit Gujrathi de manera espectacular. Això va significar que Gukesh es va unir a Nepómniasxi al primer lloc. Mentrestant, Nakamura va vèncer Caruana per unir-se a Praggnanandhaa en tercer lloc. A la ronda 9, Vidit va derrotar Nakamura mentre que les altres partides van acabar empatades. Entre elles, la més tensa va ser Firouzja–Nepómniasxi. Firouzja va estar a prop de guanyar, però Nepómniasxi va defensar amb tenacitat per empatar. Nakamura es va recuperar immediatament a la següent ronda amb una victòria contra Abasov després d'entrar en una mala posició, mentre que Caruana també va guanyar contra Firouzja. L'enfrontament entre els primers classificats de la ronda 10 entre Gukesh i Nepómniasxi va acabar amb empat, deixant els dos encara al capdavant, amb Caruana, Nakamura i Praggnanandhaa a mig punt. A la ronda 11, Nakamura va derrotar Praggnanandhaa, mentre que Nepómniasxi va derrotar Vidit en un partit complicat on ambdós bàndols van tenir oportunitats. Gukesh–Caruana va acabar amb empat, deixant una vegada més a Nepómniasxi com a únic líder.
|   | a | b | c | d | e | f | g | h |   |
| 8 | b8 negres rei · g8 negres torre · c7 negres dama · b6 negres peó · h6 blanques dama · a5 negres peó · c5 negres cavall · g5 blanques peó · e4 blanques alfil · a3 blanques peó · f3 blanques peó · b2 blanques peó · h2 negres peó · b1 blanques rei · h1 blanques torre | b8 negres rei · g8 negres torre · c7 negres dama · b6 negres peó · h6 blanques dama · a5 negres peó · c5 negres cavall · g5 blanques peó · e4 blanques alfil · a3 blanques peó · f3 blanques peó · b2 blanques peó · h2 negres peó · b1 blanques rei · h1 blanques torre | b8 negres rei · g8 negres torre · c7 negres dama · b6 negres peó · h6 blanques dama · a5 negres peó · c5 negres cavall · g5 blanques peó · e4 blanques alfil · a3 blanques peó · f3 blanques peó · b2 blanques peó · h2 negres peó · b1 blanques rei · h1 blanques torre | b8 negres rei · g8 negres torre · c7 negres dama · b6 negres peó · h6 blanques dama · a5 negres peó · c5 negres cavall · g5 blanques peó · e4 blanques alfil · a3 blanques peó · f3 blanques peó · b2 blanques peó · h2 negres peó · b1 blanques rei · h1 blanques torre | b8 negres rei · g8 negres torre · c7 negres dama · b6 negres peó · h6 blanques dama · a5 negres peó · c5 negres cavall · g5 blanques peó · e4 blanques alfil · a3 blanques peó · f3 blanques peó · b2 blanques peó · h2 negres peó · b1 blanques rei · h1 blanques torre | b8 negres rei · g8 negres torre · c7 negres dama · b6 negres peó · h6 blanques dama · a5 negres peó · c5 negres cavall · g5 blanques peó · e4 blanques alfil · a3 blanques peó · f3 blanques peó · b2 blanques peó · h2 negres peó · b1 blanques rei · h1 blanques torre | b8 negres rei · g8 negres torre · c7 negres dama · b6 negres peó · h6 blanques dama · a5 negres peó · c5 negres cavall · g5 blanques peó · e4 blanques alfil · a3 blanques peó · f3 blanques peó · b2 blanques peó · h2 negres peó · b1 blanques rei · h1 blanques torre | b8 negres rei · g8 negres torre · c7 negres dama · b6 negres peó · h6 blanques dama · a5 negres peó · c5 negres cavall · g5 blanques peó · e4 blanques alfil · a3 blanques peó · f3 blanques peó · b2 blanques peó · h2 negres peó · b1 blanques rei · h1 blanques torre | 8 |
| 7 | b8 negres rei · g8 negres torre · c7 negres dama · b6 negres peó · h6 blanques dama · a5 negres peó · c5 negres cavall · g5 blanques peó · e4 blanques alfil · a3 blanques peó · f3 blanques peó · b2 blanques peó · h2 negres peó · b1 blanques rei · h1 blanques torre | b8 negres rei · g8 negres torre · c7 negres dama · b6 negres peó · h6 blanques dama · a5 negres peó · c5 negres cavall · g5 blanques peó · e4 blanques alfil · a3 blanques peó · f3 blanques peó · b2 blanques peó · h2 negres peó · b1 blanques rei · h1 blanques torre | b8 negres rei · g8 negres torre · c7 negres dama · b6 negres peó · h6 blanques dama · a5 negres peó · c5 negres cavall · g5 blanques peó · e4 blanques alfil · a3 blanques peó · f3 blanques peó · b2 blanques peó · h2 negres peó · b1 blanques rei · h1 blanques torre | b8 negres rei · g8 negres torre · c7 negres dama · b6 negres peó · h6 blanques dama · a5 negres peó · c5 negres cavall · g5 blanques peó · e4 blanques alfil · a3 blanques peó · f3 blanques peó · b2 blanques peó · h2 negres peó · b1 blanques rei · h1 blanques torre | b8 negres rei · g8 negres torre · c7 negres dama · b6 negres peó · h6 blanques dama · a5 negres peó · c5 negres cavall · g5 blanques peó · e4 blanques alfil · a3 blanques peó · f3 blanques peó · b2 blanques peó · h2 negres peó · b1 blanques rei · h1 blanques torre | b8 negres rei · g8 negres torre · c7 negres dama · b6 negres peó · h6 blanques dama · a5 negres peó · c5 negres cavall · g5 blanques peó · e4 blanques alfil · a3 blanques peó · f3 blanques peó · b2 blanques peó · h2 negres peó · b1 blanques rei · h1 blanques torre | b8 negres rei · g8 negres torre · c7 negres dama · b6 negres peó · h6 blanques dama · a5 negres peó · c5 negres cavall · g5 blanques peó · e4 blanques alfil · a3 blanques peó · f3 blanques peó · b2 blanques peó · h2 negres peó · b1 blanques rei · h1 blanques torre | b8 negres rei · g8 negres torre · c7 negres dama · b6 negres peó · h6 blanques dama · a5 negres peó · c5 negres cavall · g5 blanques peó · e4 blanques alfil · a3 blanques peó · f3 blanques peó · b2 blanques peó · h2 negres peó · b1 blanques rei · h1 blanques torre | 7 |
| 6 | b8 negres rei · g8 negres torre · c7 negres dama · b6 negres peó · h6 blanques dama · a5 negres peó · c5 negres cavall · g5 blanques peó · e4 blanques alfil · a3 blanques peó · f3 blanques peó · b2 blanques peó · h2 negres peó · b1 blanques rei · h1 blanques torre | b8 negres rei · g8 negres torre · c7 negres dama · b6 negres peó · h6 blanques dama · a5 negres peó · c5 negres cavall · g5 blanques peó · e4 blanques alfil · a3 blanques peó · f3 blanques peó · b2 blanques peó · h2 negres peó · b1 blanques rei · h1 blanques torre | b8 negres rei · g8 negres torre · c7 negres dama · b6 negres peó · h6 blanques dama · a5 negres peó · c5 negres cavall · g5 blanques peó · e4 blanques alfil · a3 blanques peó · f3 blanques peó · b2 blanques peó · h2 negres peó · b1 blanques rei · h1 blanques torre | b8 negres rei · g8 negres torre · c7 negres dama · b6 negres peó · h6 blanques dama · a5 negres peó · c5 negres cavall · g5 blanques peó · e4 blanques alfil · a3 blanques peó · f3 blanques peó · b2 blanques peó · h2 negres peó · b1 blanques rei · h1 blanques torre | b8 negres rei · g8 negres torre · c7 negres dama · b6 negres peó · h6 blanques dama · a5 negres peó · c5 negres cavall · g5 blanques peó · e4 blanques alfil · a3 blanques peó · f3 blanques peó · b2 blanques peó · h2 negres peó · b1 blanques rei · h1 blanques torre | b8 negres rei · g8 negres torre · c7 negres dama · b6 negres peó · h6 blanques dama · a5 negres peó · c5 negres cavall · g5 blanques peó · e4 blanques alfil · a3 blanques peó · f3 blanques peó · b2 blanques peó · h2 negres peó · b1 blanques rei · h1 blanques torre | b8 negres rei · g8 negres torre · c7 negres dama · b6 negres peó · h6 blanques dama · a5 negres peó · c5 negres cavall · g5 blanques peó · e4 blanques alfil · a3 blanques peó · f3 blanques peó · b2 blanques peó · h2 negres peó · b1 blanques rei · h1 blanques torre | b8 negres rei · g8 negres torre · c7 negres dama · b6 negres peó · h6 blanques dama · a5 negres peó · c5 negres cavall · g5 blanques peó · e4 blanques alfil · a3 blanques peó · f3 blanques peó · b2 blanques peó · h2 negres peó · b1 blanques rei · h1 blanques torre | 6 |
| 5 | b8 negres rei · g8 negres torre · c7 negres dama · b6 negres peó · h6 blanques dama · a5 negres peó · c5 negres cavall · g5 blanques peó · e4 blanques alfil · a3 blanques peó · f3 blanques peó · b2 blanques peó · h2 negres peó · b1 blanques rei · h1 blanques torre | b8 negres rei · g8 negres torre · c7 negres dama · b6 negres peó · h6 blanques dama · a5 negres peó · c5 negres cavall · g5 blanques peó · e4 blanques alfil · a3 blanques peó · f3 blanques peó · b2 blanques peó · h2 negres peó · b1 blanques rei · h1 blanques torre | b8 negres rei · g8 negres torre · c7 negres dama · b6 negres peó · h6 blanques dama · a5 negres peó · c5 negres cavall · g5 blanques peó · e4 blanques alfil · a3 blanques peó · f3 blanques peó · b2 blanques peó · h2 negres peó · b1 blanques rei · h1 blanques torre | b8 negres rei · g8 negres torre · c7 negres dama · b6 negres peó · h6 blanques dama · a5 negres peó · c5 negres cavall · g5 blanques peó · e4 blanques alfil · a3 blanques peó · f3 blanques peó · b2 blanques peó · h2 negres peó · b1 blanques rei · h1 blanques torre | b8 negres rei · g8 negres torre · c7 negres dama · b6 negres peó · h6 blanques dama · a5 negres peó · c5 negres cavall · g5 blanques peó · e4 blanques alfil · a3 blanques peó · f3 blanques peó · b2 blanques peó · h2 negres peó · b1 blanques rei · h1 blanques torre | b8 negres rei · g8 negres torre · c7 negres dama · b6 negres peó · h6 blanques dama · a5 negres peó · c5 negres cavall · g5 blanques peó · e4 blanques alfil · a3 blanques peó · f3 blanques peó · b2 blanques peó · h2 negres peó · b1 blanques rei · h1 blanques torre | b8 negres rei · g8 negres torre · c7 negres dama · b6 negres peó · h6 blanques dama · a5 negres peó · c5 negres cavall · g5 blanques peó · e4 blanques alfil · a3 blanques peó · f3 blanques peó · b2 blanques peó · h2 negres peó · b1 blanques rei · h1 blanques torre | b8 negres rei · g8 negres torre · c7 negres dama · b6 negres peó · h6 blanques dama · a5 negres peó · c5 negres cavall · g5 blanques peó · e4 blanques alfil · a3 blanques peó · f3 blanques peó · b2 blanques peó · h2 negres peó · b1 blanques rei · h1 blanques torre | 5 |
| 4 | b8 negres rei · g8 negres torre · c7 negres dama · b6 negres peó · h6 blanques dama · a5 negres peó · c5 negres cavall · g5 blanques peó · e4 blanques alfil · a3 blanques peó · f3 blanques peó · b2 blanques peó · h2 negres peó · b1 blanques rei · h1 blanques torre | b8 negres rei · g8 negres torre · c7 negres dama · b6 negres peó · h6 blanques dama · a5 negres peó · c5 negres cavall · g5 blanques peó · e4 blanques alfil · a3 blanques peó · f3 blanques peó · b2 blanques peó · h2 negres peó · b1 blanques rei · h1 blanques torre | b8 negres rei · g8 negres torre · c7 negres dama · b6 negres peó · h6 blanques dama · a5 negres peó · c5 negres cavall · g5 blanques peó · e4 blanques alfil · a3 blanques peó · f3 blanques peó · b2 blanques peó · h2 negres peó · b1 blanques rei · h1 blanques torre | b8 negres rei · g8 negres torre · c7 negres dama · b6 negres peó · h6 blanques dama · a5 negres peó · c5 negres cavall · g5 blanques peó · e4 blanques alfil · a3 blanques peó · f3 blanques peó · b2 blanques peó · h2 negres peó · b1 blanques rei · h1 blanques torre | b8 negres rei · g8 negres torre · c7 negres dama · b6 negres peó · h6 blanques dama · a5 negres peó · c5 negres cavall · g5 blanques peó · e4 blanques alfil · a3 blanques peó · f3 blanques peó · b2 blanques peó · h2 negres peó · b1 blanques rei · h1 blanques torre | b8 negres rei · g8 negres torre · c7 negres dama · b6 negres peó · h6 blanques dama · a5 negres peó · c5 negres cavall · g5 blanques peó · e4 blanques alfil · a3 blanques peó · f3 blanques peó · b2 blanques peó · h2 negres peó · b1 blanques rei · h1 blanques torre | b8 negres rei · g8 negres torre · c7 negres dama · b6 negres peó · h6 blanques dama · a5 negres peó · c5 negres cavall · g5 blanques peó · e4 blanques alfil · a3 blanques peó · f3 blanques peó · b2 blanques peó · h2 negres peó · b1 blanques rei · h1 blanques torre | b8 negres rei · g8 negres torre · c7 negres dama · b6 negres peó · h6 blanques dama · a5 negres peó · c5 negres cavall · g5 blanques peó · e4 blanques alfil · a3 blanques peó · f3 blanques peó · b2 blanques peó · h2 negres peó · b1 blanques rei · h1 blanques torre | 4 |
| 3 | b8 negres rei · g8 negres torre · c7 negres dama · b6 negres peó · h6 blanques dama · a5 negres peó · c5 negres cavall · g5 blanques peó · e4 blanques alfil · a3 blanques peó · f3 blanques peó · b2 blanques peó · h2 negres peó · b1 blanques rei · h1 blanques torre | b8 negres rei · g8 negres torre · c7 negres dama · b6 negres peó · h6 blanques dama · a5 negres peó · c5 negres cavall · g5 blanques peó · e4 blanques alfil · a3 blanques peó · f3 blanques peó · b2 blanques peó · h2 negres peó · b1 blanques rei · h1 blanques torre | b8 negres rei · g8 negres torre · c7 negres dama · b6 negres peó · h6 blanques dama · a5 negres peó · c5 negres cavall · g5 blanques peó · e4 blanques alfil · a3 blanques peó · f3 blanques peó · b2 blanques peó · h2 negres peó · b1 blanques rei · h1 blanques torre | b8 negres rei · g8 negres torre · c7 negres dama · b6 negres peó · h6 blanques dama · a5 negres peó · c5 negres cavall · g5 blanques peó · e4 blanques alfil · a3 blanques peó · f3 blanques peó · b2 blanques peó · h2 negres peó · b1 blanques rei · h1 blanques torre | b8 negres rei · g8 negres torre · c7 negres dama · b6 negres peó · h6 blanques dama · a5 negres peó · c5 negres cavall · g5 blanques peó · e4 blanques alfil · a3 blanques peó · f3 blanques peó · b2 blanques peó · h2 negres peó · b1 blanques rei · h1 blanques torre | b8 negres rei · g8 negres torre · c7 negres dama · b6 negres peó · h6 blanques dama · a5 negres peó · c5 negres cavall · g5 blanques peó · e4 blanques alfil · a3 blanques peó · f3 blanques peó · b2 blanques peó · h2 negres peó · b1 blanques rei · h1 blanques torre | b8 negres rei · g8 negres torre · c7 negres dama · b6 negres peó · h6 blanques dama · a5 negres peó · c5 negres cavall · g5 blanques peó · e4 blanques alfil · a3 blanques peó · f3 blanques peó · b2 blanques peó · h2 negres peó · b1 blanques rei · h1 blanques torre | b8 negres rei · g8 negres torre · c7 negres dama · b6 negres peó · h6 blanques dama · a5 negres peó · c5 negres cavall · g5 blanques peó · e4 blanques alfil · a3 blanques peó · f3 blanques peó · b2 blanques peó · h2 negres peó · b1 blanques rei · h1 blanques torre | 3 |
| 2 | b8 negres rei · g8 negres torre · c7 negres dama · b6 negres peó · h6 blanques dama · a5 negres peó · c5 negres cavall · g5 blanques peó · e4 blanques alfil · a3 blanques peó · f3 blanques peó · b2 blanques peó · h2 negres peó · b1 blanques rei · h1 blanques torre | b8 negres rei · g8 negres torre · c7 negres dama · b6 negres peó · h6 blanques dama · a5 negres peó · c5 negres cavall · g5 blanques peó · e4 blanques alfil · a3 blanques peó · f3 blanques peó · b2 blanques peó · h2 negres peó · b1 blanques rei · h1 blanques torre | b8 negres rei · g8 negres torre · c7 negres dama · b6 negres peó · h6 blanques dama · a5 negres peó · c5 negres cavall · g5 blanques peó · e4 blanques alfil · a3 blanques peó · f3 blanques peó · b2 blanques peó · h2 negres peó · b1 blanques rei · h1 blanques torre | b8 negres rei · g8 negres torre · c7 negres dama · b6 negres peó · h6 blanques dama · a5 negres peó · c5 negres cavall · g5 blanques peó · e4 blanques alfil · a3 blanques peó · f3 blanques peó · b2 blanques peó · h2 negres peó · b1 blanques rei · h1 blanques torre | b8 negres rei · g8 negres torre · c7 negres dama · b6 negres peó · h6 blanques dama · a5 negres peó · c5 negres cavall · g5 blanques peó · e4 blanques alfil · a3 blanques peó · f3 blanques peó · b2 blanques peó · h2 negres peó · b1 blanques rei · h1 blanques torre | b8 negres rei · g8 negres torre · c7 negres dama · b6 negres peó · h6 blanques dama · a5 negres peó · c5 negres cavall · g5 blanques peó · e4 blanques alfil · a3 blanques peó · f3 blanques peó · b2 blanques peó · h2 negres peó · b1 blanques rei · h1 blanques torre | b8 negres rei · g8 negres torre · c7 negres dama · b6 negres peó · h6 blanques dama · a5 negres peó · c5 negres cavall · g5 blanques peó · e4 blanques alfil · a3 blanques peó · f3 blanques peó · b2 blanques peó · h2 negres peó · b1 blanques rei · h1 blanques torre | b8 negres rei · g8 negres torre · c7 negres dama · b6 negres peó · h6 blanques dama · a5 negres peó · c5 negres cavall · g5 blanques peó · e4 blanques alfil · a3 blanques peó · f3 blanques peó · b2 blanques peó · h2 negres peó · b1 blanques rei · h1 blanques torre | 2 |
| 1 | b8 negres rei · g8 negres torre · c7 negres dama · b6 negres peó · h6 blanques dama · a5 negres peó · c5 negres cavall · g5 blanques peó · e4 blanques alfil · a3 blanques peó · f3 blanques peó · b2 blanques peó · h2 negres peó · b1 blanques rei · h1 blanques torre | b8 negres rei · g8 negres torre · c7 negres dama · b6 negres peó · h6 blanques dama · a5 negres peó · c5 negres cavall · g5 blanques peó · e4 blanques alfil · a3 blanques peó · f3 blanques peó · b2 blanques peó · h2 negres peó · b1 blanques rei · h1 blanques torre | b8 negres rei · g8 negres torre · c7 negres dama · b6 negres peó · h6 blanques dama · a5 negres peó · c5 negres cavall · g5 blanques peó · e4 blanques alfil · a3 blanques peó · f3 blanques peó · b2 blanques peó · h2 negres peó · b1 blanques rei · h1 blanques torre | b8 negres rei · g8 negres torre · c7 negres dama · b6 negres peó · h6 blanques dama · a5 negres peó · c5 negres cavall · g5 blanques peó · e4 blanques alfil · a3 blanques peó · f3 blanques peó · b2 blanques peó · h2 negres peó · b1 blanques rei · h1 blanques torre | b8 negres rei · g8 negres torre · c7 negres dama · b6 negres peó · h6 blanques dama · a5 negres peó · c5 negres cavall · g5 blanques peó · e4 blanques alfil · a3 blanques peó · f3 blanques peó · b2 blanques peó · h2 negres peó · b1 blanques rei · h1 blanques torre | b8 negres rei · g8 negres torre · c7 negres dama · b6 negres peó · h6 blanques dama · a5 negres peó · c5 negres cavall · g5 blanques peó · e4 blanques alfil · a3 blanques peó · f3 blanques peó · b2 blanques peó · h2 negres peó · b1 blanques rei · h1 blanques torre | b8 negres rei · g8 negres torre · c7 negres dama · b6 negres peó · h6 blanques dama · a5 negres peó · c5 negres cavall · g5 blanques peó · e4 blanques alfil · a3 blanques peó · f3 blanques peó · b2 blanques peó · h2 negres peó · b1 blanques rei · h1 blanques torre | b8 negres rei · g8 negres torre · c7 negres dama · b6 negres peó · h6 blanques dama · a5 negres peó · c5 negres cavall · g5 blanques peó · e4 blanques alfil · a3 blanques peó · f3 blanques peó · b2 blanques peó · h2 negres peó · b1 blanques rei · h1 blanques torre | 1 |
|   | a | b | c | d | e | f | g | h |   |

A la ronda 12, Nepómniasxi va empatar, Nakamura va guanyar la seva tercera partida consecutiva i Gukesh i Caruana també van guanyar. Això va posar a Nepómniasxi, Nakamura i Gukesh en un triple empat per al primer lloc, Caruana a mig punt, i cap altre jugador capaç de guanyar el torneig. Una ronda crítica 13 va veure com Gukesh va derrotar Firouzja i Caruana va derrotar Praggnanandhaa, mentre que Nepómniasxi i Nakamura van empatar. Això li va donar a Gukesh un avantatge de mig punt sobre els seus tres rivals a l'última ronda. La ronda final va veure Nakamura amb blanques contra Gukesh i Caruana amb blanques contra Nepómniasxi, amb Nakamura, Caruana i Nepómniasxi tots necessitant guanyar. La partida de Gukesh i Nakamura va acabar amb un empat, sense que cap dels jugadors tingués mai un avantatge decisiu. La partida entre Caruana i Nepómniasxi va ser molt més dramàtica. Caruana va jugar uns escacs exemplars per aconseguir un avantatge guanyador, però Nepómniasxi va defensar-se amb tossudesa, plantejant problemes constantment. Va resultar un final molt complicat en què la valoració del motor va oscil·lar, però Caruana va fer l'última imprecisió i Nepómniasxi va mantenir l'empat.
Amb l'empat, Gukesh va guanyar el torneig i el dret a jugar pel títol contra Ding Liren posteriorment el 2024.

## Galeria d'imatges

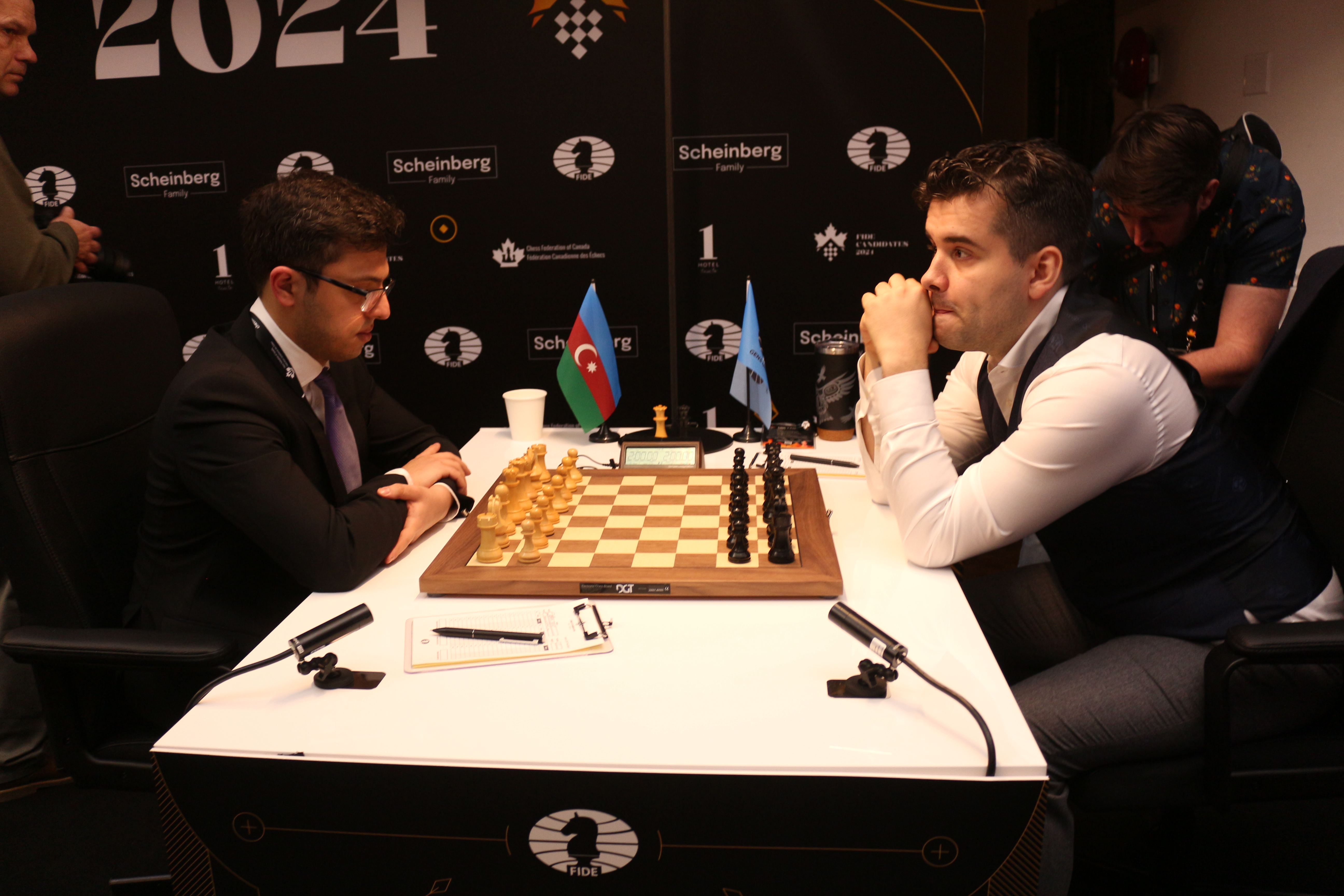
Abasov vs. Nepomniachtchi (Ronda 1)
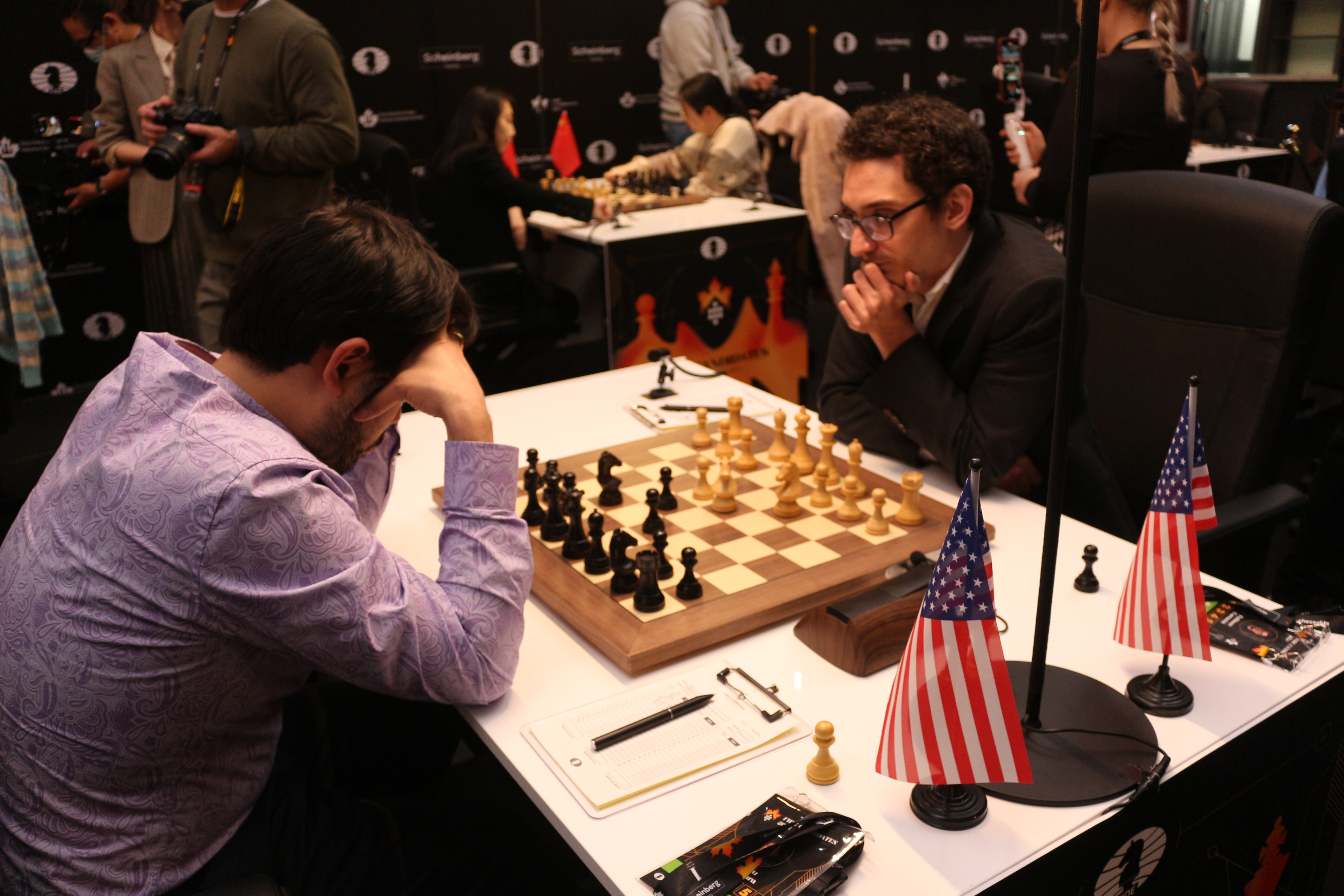
Nakamura vs. Caruana (Ronda 1)
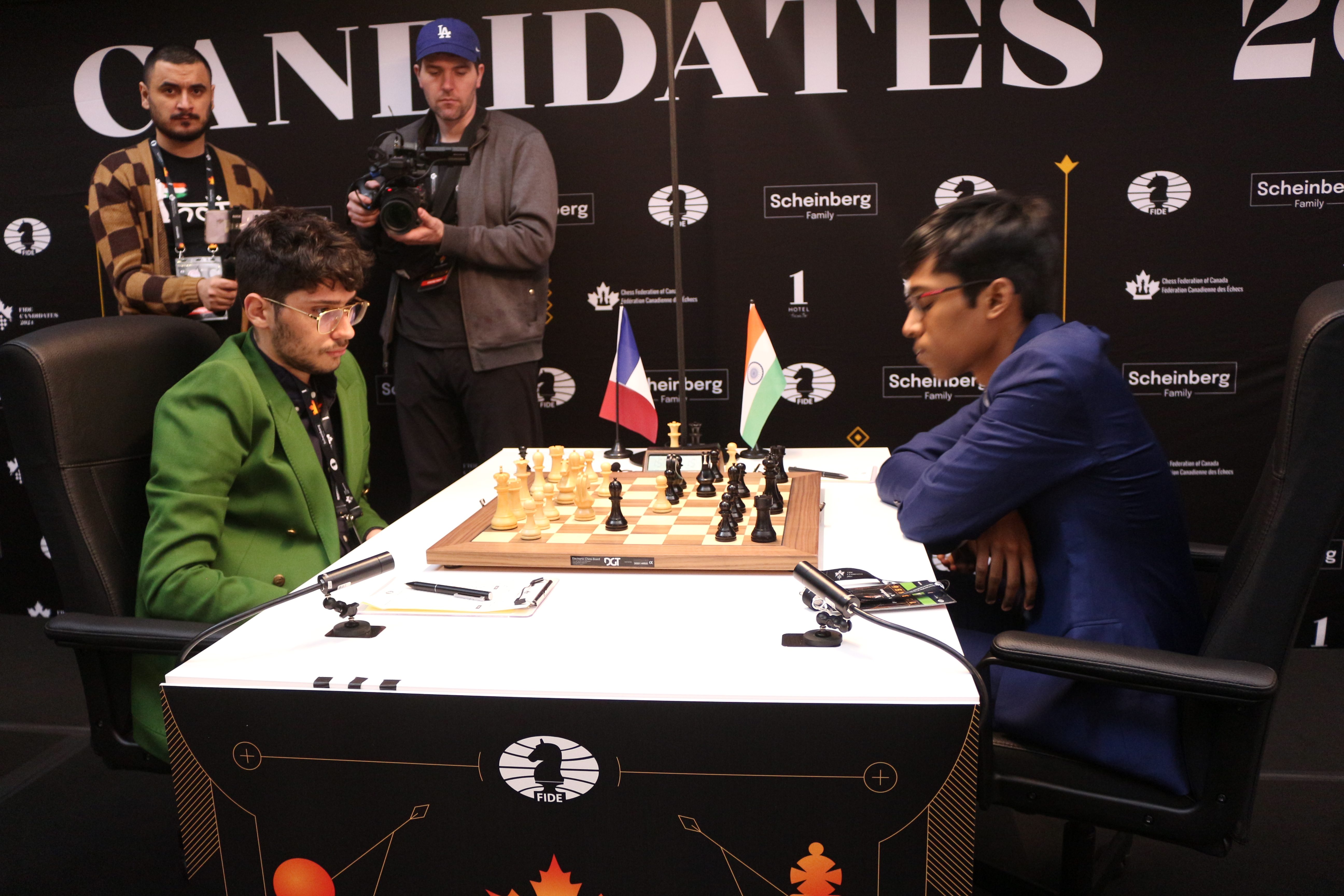
Firouzja vs. Praggnanandhaa (Ronda 1)
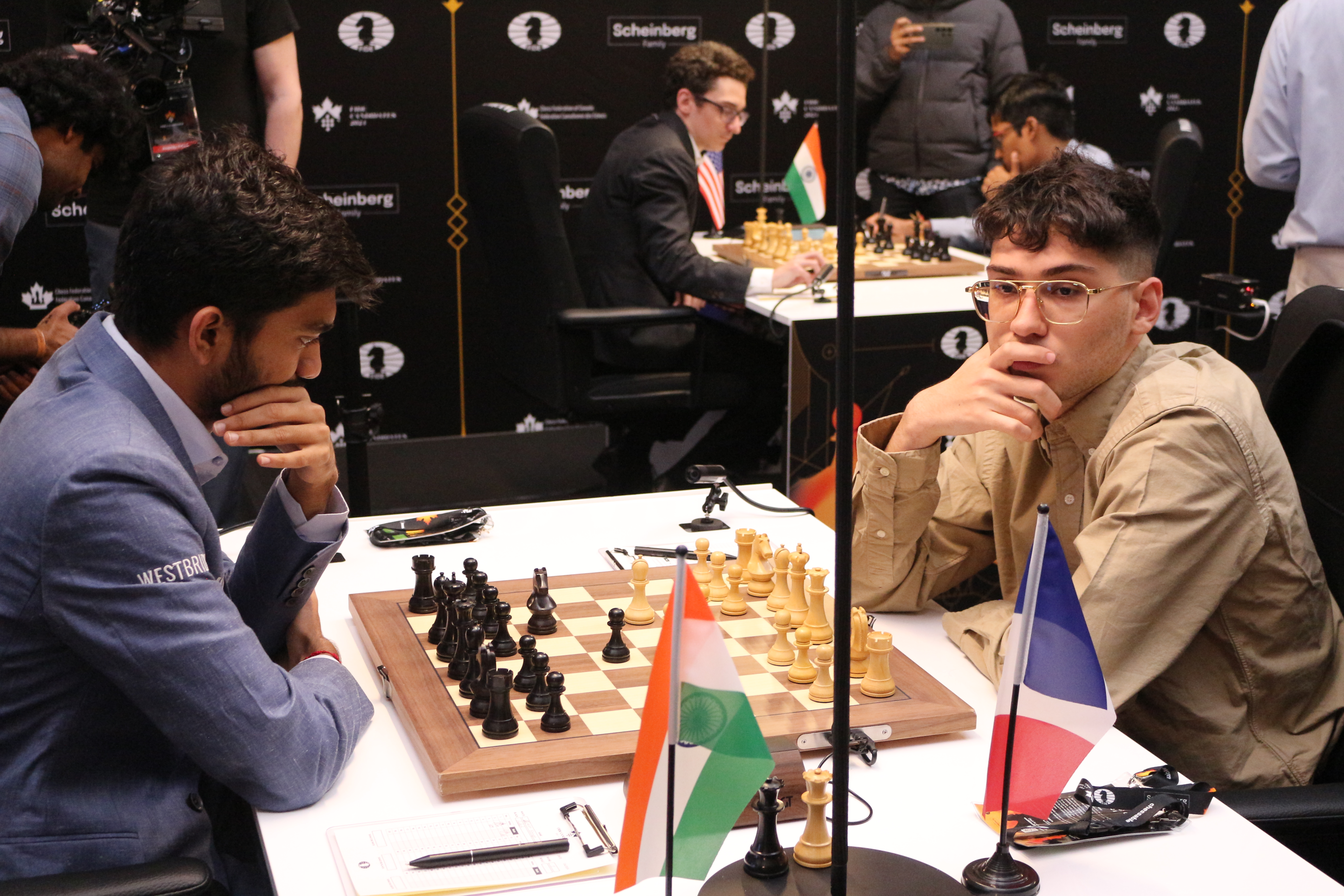
Firouzja vs. Gukesh (Ronda 7)
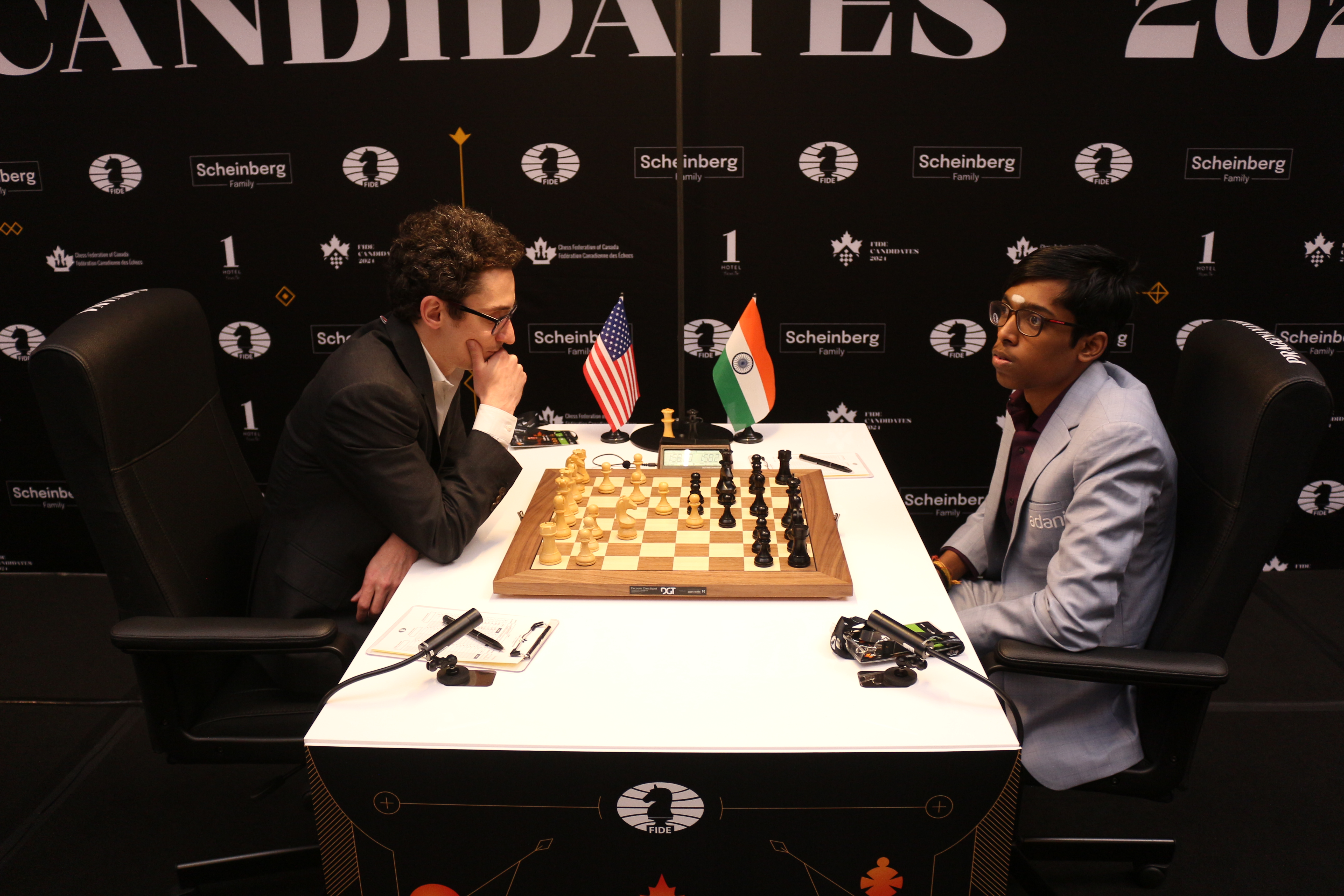
Caruana vs. Praggnanandhaa (Ronda 7)
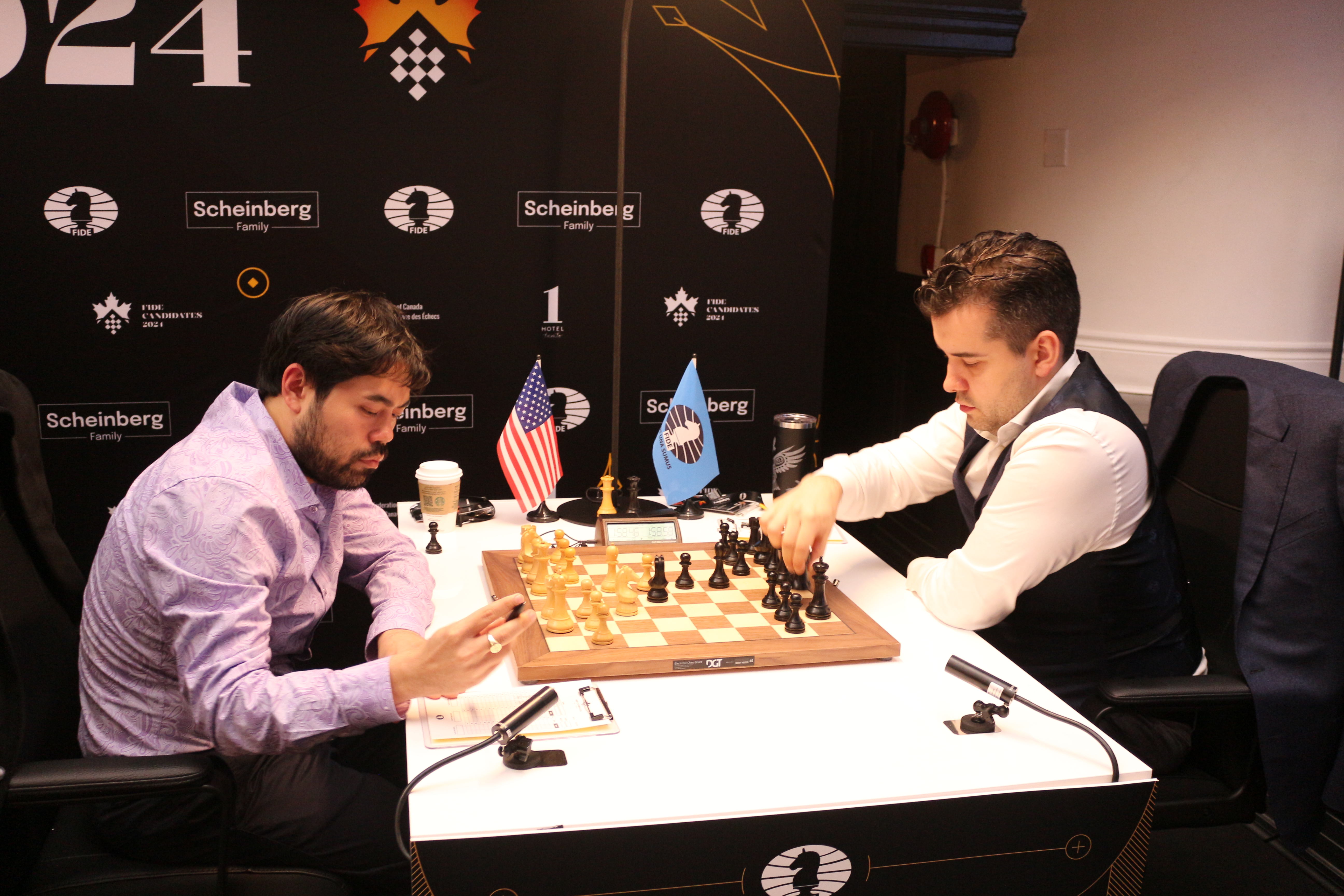
Nakamura vs. Nepomniachtchi (Ronda 7)
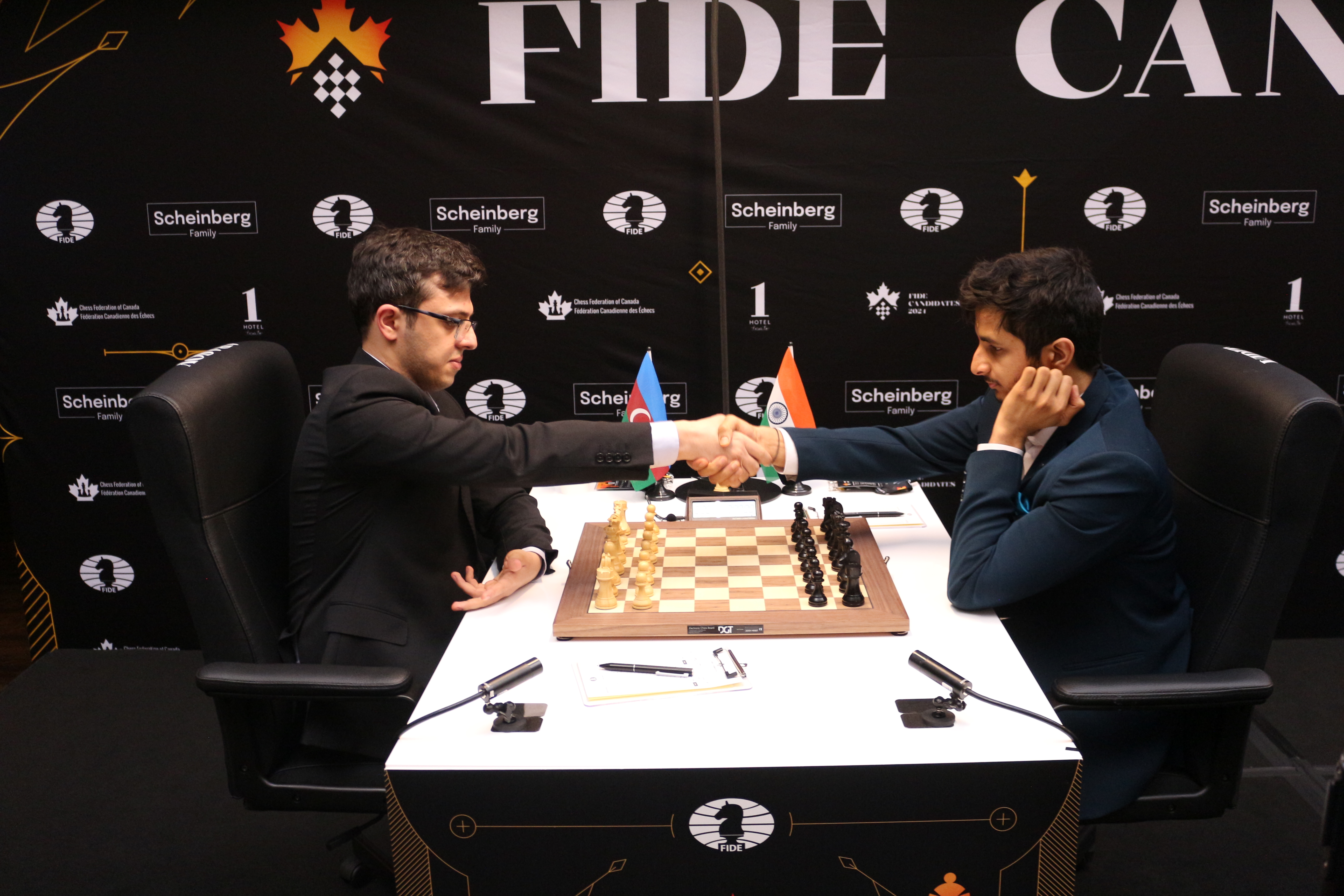
Abasov vs. Vidit (Ronda 7)

### Resultats per ronda
| Ronda 1 (4 abril 2024)  | Ronda 1 (4 abril 2024) | Ronda 1 (4 abril 2024) | Ronda 1 (4 abril 2024)               | Ronda 1 (4 abril 2024) |
| ----------------------- | ---------------------- | ---------------------- | ------------------------------------ | ---------------------- |
| Fabiano Caruana         | ½–½                    | Hikaru Nakamura        | B56 Siciliana, atac venecià          | [ 57 ]                 |
| Nijat Abasov            | ½–½                    | Ian Nepómniasxi        | D53 Gambit de dama refusat           | [ 58 ]                 |
| Alireza Firouzja        | ½–½                    | R Praggnanandhaa       | C83 Ruy López oberta                 | [ 59 ]                 |
| Gukesh Dommaraju        | ½–½                    | Vidit Gujrathi         | D32 Tarrasch simètrica               | [ 60 ]                 |
| Ronda 2 (5 abril 2024)  |                        |                        |                                      |                        |
| Hikaru Nakamura (½)     | 0–1                    | Vidit Gujrathi (½)     | C65 Defensa berlinesa                | [ 61 ]                 |
| R Praggnanandhaa (½)    | 0–1                    | Gukesh Dommaraju (½)   | D30 Gambit de dama refusat           | [ 62 ]                 |
| Ian Nepómniasxi (½)     | 1–0                    | Alireza Firouzja (½)   | C65 Defensa berlinesa                | [ 63 ]                 |
| Fabiano Caruana (½)     | 1–0                    | Nijat Abasov (½)       | B30 Siciliana Rossolimo              | [ 64 ]                 |
| Ronda 3 (6 abril 2024)  |                        |                        |                                      |                        |
| Nijat Abasov (½)        | ½–½                    | Hikaru Nakamura (½)    | D10 Eslava del canvi                 | [ 65 ]                 |
| Alireza Firouzja (½)    | ½–½                    | Fabiano Caruana (1½)   | B30 Siciliana Rossolimo              | [ 66 ]                 |
| Gukesh Dommaraju (1½)   | ½–½                    | Ian Nepómniasxi (1½)   | E01 Obertura catalana                | [ 67 ]                 |
| Vidit Gujrathi (1½)     | 0–1                    | R Praggnanandhaa (½)   | C70 Ruy López Schliemann Deferred    | [ 68 ]                 |
| Ronda 4 (7 abril 2024)  |                        |                        |                                      |                        |
| Hikaru Nakamura (1)     | ½–½                    | R Praggnanandhaa (1½)  | C77 Ruy López Anderssen              | [ 69 ]                 |
| Ian Nepómniasxi (2)     | 1–0                    | Vidit Gujrathi (1½)    | C67 Defensa berlinesa                | [ 70 ]                 |
| Fabiano Caruana (2)     | ½–½                    | Gukesh Dommaraju (2)   | C50 Giuoco Piano                     | [ 71 ]                 |
| Nijat Abasov (1)        | ½–½                    | Alireza Firouzja (1)   | E32 Defensa Nimzoíndia               | [ 72 ]                 |
| Ronda 5 (9 abril 2024)  |                        |                        |                                      |                        |
| Alireza Firouzja (1½)   | 0–1                    | Hikaru Nakamura (1½)   | C54 Giuoco Pianissimo                | [ 73 ]                 |
| Gukesh Dommaraju (2½)   | 1–0                    | Nijat Abasov (1½)      | C43 Petrov Steinitz                  | [ 74 ]                 |
| Vidit Gujrathi (1½)     | ½–½                    | Fabiano Caruana (2½)   | B30 Siciliana Rossolimo              | [ 75 ]                 |
| R Praggnanandhaa (2)    | ½–½                    | Ian Nepómniasxi (3)    | C42 Petrov Classical                 | [ 76 ]                 |
| Ronda 6 (10 abril 2024) |                        |                        |                                      |                        |
| Gukesh Dommaraju (3½)   | ½–½                    | Hikaru Nakamura (2½)   | B27 Sicilian Hyperaccelerated Dragon | [ 77 ]                 |
| Vidit Gujrathi (2)      | 1–0                    | Alireza Firouzja (1½)  | B57 Sicilian Anti-Sozin              | [ 78 ]                 |
| R Praggnanandhaa (2½)   | 1–0                    | Nijat Abasov (1½)      | D32 Tarrasch simètrica               | [ 79 ]                 |
| Ian Nepómniasxi (3½)    | ½–½                    | Fabiano Caruana (3)    | C47 Obertura dels quatre cavalls     | [ 80 ]                 |
| Ronda 7 (11 abril 2024) |                        |                        |                                      |                        |
| Hikaru Nakamura (3)     | ½–½                    | Ian Nepómniasxi (4)    | C42 Petrov Classical                 | [ 81 ]                 |
| Fabiano Caruana (3½)    | ½–½                    | R Praggnanandhaa (3½)  | C02 French Advance                   | [ 82 ]                 |
| Nijat Abasov (1½)       | ½–½                    | Vidit Gujrathi (3)     | C65 Defensa berlinesa                | [ 83 ]                 |
| Alireza Firouzja (1½)   | 1–0                    | Gukesh Dommaraju (4)   | A45 Indian Defense                   | [ 84 ]                 |

| Ronda 8 (13 abril 2024)  | Ronda 8 (13 abril 2024) | Ronda 8 (13 abril 2024) | Ronda 8 (13 abril 2024)          | Ronda 8 (13 abril 2024) |
| ------------------------ | ----------------------- | ----------------------- | -------------------------------- | ----------------------- |
| Hikaru Nakamura (3½)     | 1–0                     | Fabiano Caruana (4)     | C77 Ruy López Anderssen          | [ 85 ]                  |
| Ian Nepómniasxi (4½)     | ½–½                     | Nijat Abasov (2)        | C01 French Exchange              | [ 86 ]                  |
| R Praggnanandhaa (4)     | ½–½                     | Alireza Firouzja (2½)   | B47 Sicilian Taimanov            | [ 87 ]                  |
| Vidit Gujrathi (3½)      | 0–1                     | Gukesh Dommaraju (4)    | C55 Two Knights Defense          | [ 88 ]                  |
| Ronda 9 (14 abril 2024)  |                         |                         |                                  |                         |
| Vidit Gujrathi (3½)      | 1–0                     | Hikaru Nakamura (4½)    | C55 Two Knights Defense          | [ 89 ]                  |
| Gukesh Dommaraju (5)     | ½–½                     | R Praggnanandhaa (4½)   | C77 Ruy López Anderssen          | [ 90 ]                  |
| Alireza Firouzja (3)     | ½–½                     | Ian Nepómniasxi (5)     | A06 Nimzowitsch–Larsen Attack    | [ 91 ]                  |
| Nijat Abasov (2½)        | ½–½                     | Fabiano Caruana (4)     | D31 Gambit de dama refusat       | [ 92 ]                  |
| Ronda 10 (15 abril 2024) |                         |                         |                                  |                         |
| Hikaru Nakamura (4½)     | 1–0                     | Nijat Abasov (3)        | C01 French Exchange              | [ 93 ]                  |
| Fabiano Caruana (4½)     | 1–0                     | Alireza Firouzja (3½)   | B90 Sicilian Najdorf             | [ 94 ]                  |
| Ian Nepómniasxi (5½)     | ½–½                     | Gukesh Dommaraju (5½)   | C70 Ruy Lopez Cozio              | [ 95 ]                  |
| R Praggnanandhaa (5)     | ½–½                     | Vidit Gujrathi (4½)     | C65 Defensa berlinesa            | [ 96 ]                  |
| Ronda 11 (17 abril 2024) |                         |                         |                                  |                         |
| R Praggnanandhaa (5½)    | 0–1                     | Hikaru Nakamura (5½)    | D02 Queen's Pawn Game            | [ 97 ]                  |
| Vidit Gujrathi (5)       | 0–1                     | Ian Nepómniasxi (6)     | C42 Petrov Paulsen Attack        | [ 98 ]                  |
| Gukesh Dommaraju (6)     | ½–½                     | Fabiano Caruana (5½)    | D37 Gambit de dama refusat       | [ 99 ]                  |
| Alireza Firouzja (3½)    | 1–0                     | Nijat Abasov (3)        | A04 Nimzowitsch–Larsen Attack    | [ 100 ]                 |
| Ronda 12 (18 abril 2024) |                         |                         |                                  |                         |
| Hikaru Nakamura (6½)     | 1–0                     | Alireza Firouzja (4½)   | C01 French Exchange              | [ 101 ]                 |
| Nijat Abasov (3)         | 0–1                     | Gukesh Dommaraju (6½)   | E32 Nimzo-Indian Classical       | [ 102 ]                 |
| Fabiano Caruana (6)      | 1–0                     | Vidit Gujrathi (5)      | C54 Giuoco Piano                 | [ 103 ]                 |
| Ian Nepómniasxi (7)      | ½–½                     | R Praggnanandhaa (5½)   | C01 French Exchange              | [ 104 ]                 |
| Ronda 13 (20 abril 2024) |                         |                         |                                  |                         |
| Ian Nepómniasxi (7½)     | ½–½                     | Hikaru Nakamura (7½)    | C70 Ruy López Classical Deferred | [ 105 ]                 |
| R Praggnanandhaa (6)     | 0–1                     | Fabiano Caruana (7)     | B30 Sicilian Rossolimo           | [ 106 ]                 |
| Vidit Gujrathi (5)       | ½–½                     | Nijat Abasov (3)        | C42 Petrov Classical             | [ 107 ]                 |
| Gukesh Dommaraju (7½)    | 1–0                     | Alireza Firouzja (4½)   | C65 Defensa berlinesa            | [ 108 ]                 |
| Ronda 14 (21 abril 2024) |                         |                         |                                  |                         |
| Hikaru Nakamura (8)      | ½–½                     | Gukesh Dommaraju (8½)   | D26 Queen's Gambit Accepted      | [ 109 ]                 |
| Alireza Firouzja (4½)    | ½–½                     | Vidit Gujrathi (5½)     | C67 Defensa berlinesa            | [ 110 ]                 |
| Nijat Abasov (3½)        | 0–1                     | R Praggnanandhaa (6)    | E67 King's Indian Fianchetto     | [ 111 ]                 |
| Fabiano Caruana (8)      | ½–½                     | Ian Nepómniasxi (8)     | D35 Gambit de dama refusat       | [ 112 ]                 |